# Geologie Ostantarktikas
Die Geologie Ostantarktikas kann bis ins Archaikum zurückverfolgt werden. 

Karte Antarktikas mit dem Südlichen Ozean und Schelfeis-Gebieten

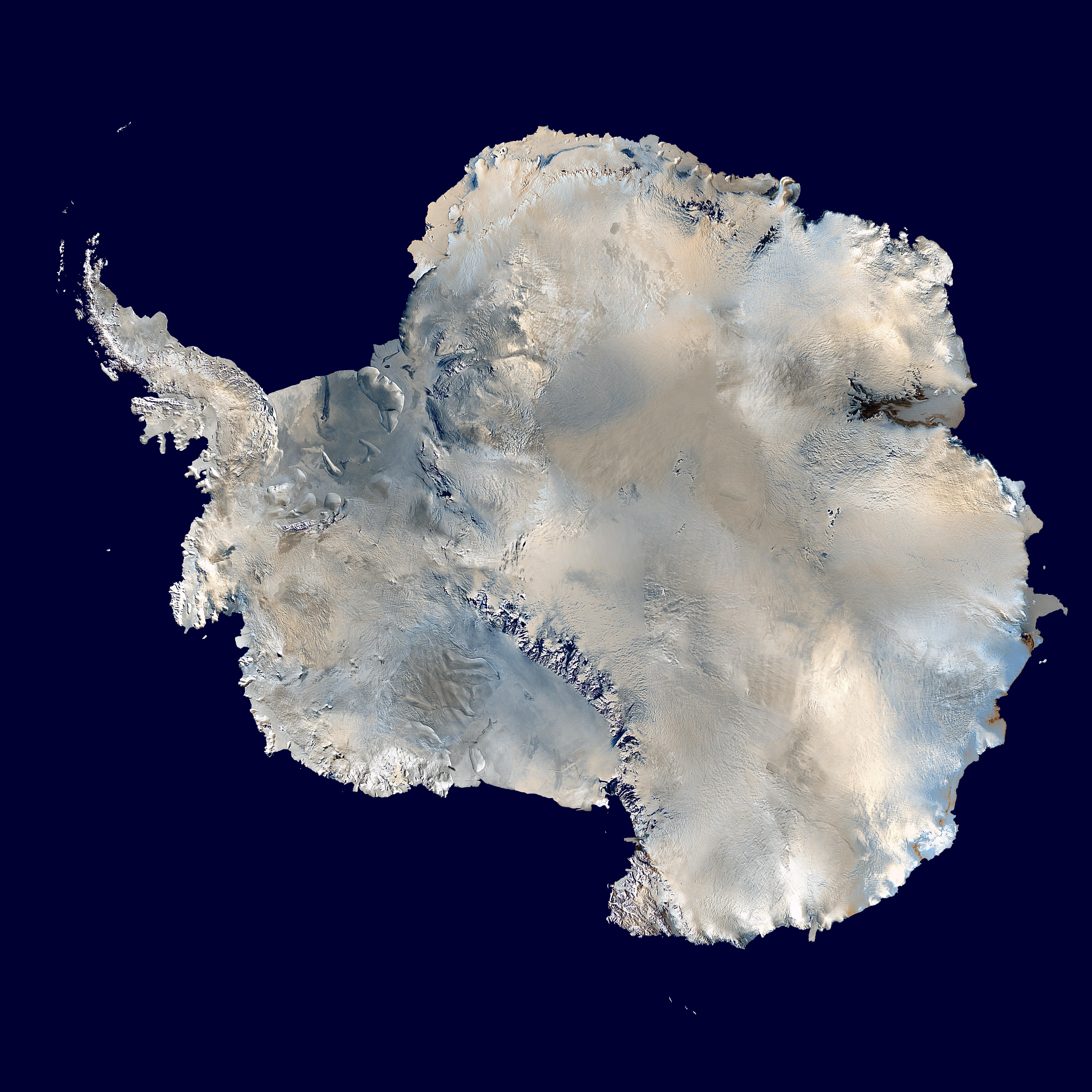
Satellitenaufnahme vom Antarktischen Eisschild

Ab diesem Äon entwickelte sich das Grundgebirge, dessen Kratone bzw. kratonisierte Krustenblöcke zeitlich bis Paläoproterozoikum weiterreichen.
Ostantarktika nahm eine Zentralposition während der Formierung und dem Zerfall von verschiedenen Kontinenten und Superkontinenten ein, vermutlich beginnend mit dem hypothetischen ersten Superkontinent Ur. Verlässlichere Nachweise sind seit Rodinia und Gondwana, insbesondere Ostgondwana vorhanden. In letzteren hatte Ostantarktika tektonischen Kontakt mit Groß-Indien (Indischer Subkontinent, Madagaskar, Seychellen, Sri Lanka), Teilen von Australien und Afrika, wodurch sich am Kontinentalrand zwischen dem Mesoproterozoikum und dem Paläozoikum mehrere gebirgsbildende Prozesse ereigneten. Diese erzeugten orogene Gürtel. Die letzte große Gebirgsbildung fand zwischen dem ausgehenden Mesozoikum und dem Paläogen statt. Auf dem Grundgebirge und den orogenen Gürteln lagerte sich regional ein paläozoisches bis mesozoisches Deckgebirge ab.
Nach der Separierung des Teilkontinents Ostantarktikas im Mesozoikum ist dieser umgeben einerseits vom heutigen Südlichen Ozean mit seinen Nebenmeeren und andererseits vom Transantarktischen Gebirge. Dieses bildet die geologische Grenze zu Westantarktika. Zusammen mit Ostantarktika formen sie den Kontinent Antarktika. Seit dem mittleren Eozän ist Ostantarktika bzw. ganz Antarktika größtenteils vom antarktischen Eisschild bedeckt. Nur kleinere Aufschlüsse ragen am Kontinentalrand aus der Eisbedeckung hervor und können direkt untersucht werden. Die übrigen subglazialen Bereiche wurden/werden mittels Fernerkundung erforscht.
- Hinweis: Die Bezeichnungen für die hier aufgeführten Kontinente sowie anderen geologische Einheiten und Strukturen beziehen sich, soweit nicht anders vermerkt, nicht auf die heutigen geologischen Ausprägungen und paläogeographischen Anordnungen, sondern auf die vermerkten Zeiträume. Diese Proto-Kontinentalmassen unterlagen späteren Veränderungen bis zum derzeitigen geologischen Aufbau und der geographischen Situation. Gleiches gilt für Ozeane und Meere.

## Erdgeschichtlicher Rahmen

Hypothetische Paläogeographie Columbias um 1590 mya
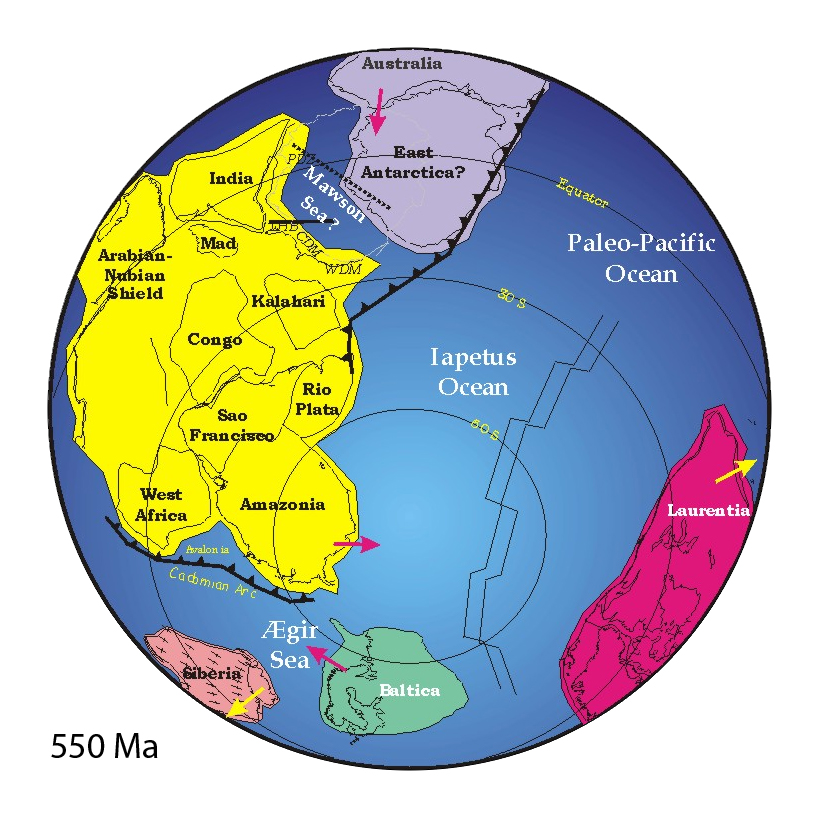
Angenommene Paläogeographie Pannotias um 550 mya mit Antarktika und Australien (graublau markiert)
Vereinfachte Paläogeographie Gondwanas mit weit verbreiteten Fossilien
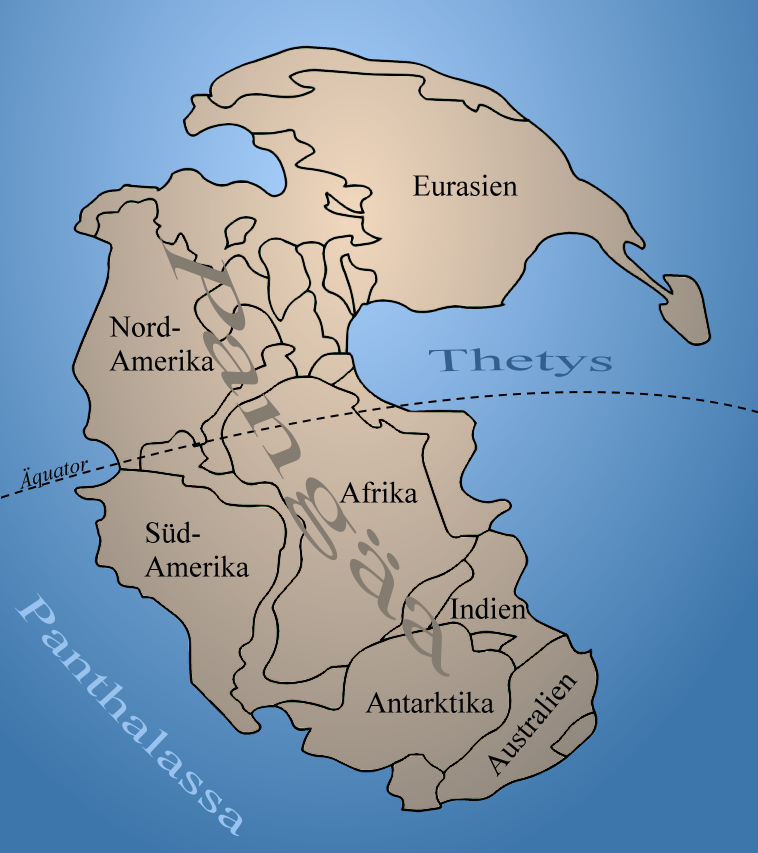
Vermutliche Konfiguration Pangaeas

Die erdgeschichtliche geodynamische Entwicklung Antarktikas lässt sich zurückverfolgen bis in Bildungsphasen der hypothetischen Superkontinente Ur (vermutlich ab ca. 3000 mya), Columbia (vermutlich von ca. 1800 mya bis 1600 mya) und Nena (vermutlich von ca. 1750 bis 1265 mya), in denen bereits Kontinentalmassen von Ostantarktika vorhanden waren. Nach dem Zerfall Columbias bildete sich Rodinia (von ca. 1100 bis 900 mya). Während dieser Phase vereinigten sich Landmassen von Ostantarktika, Australien und Groß-Indien (siehe auch → Ostgondwana). Mit dem Auseinanderbrechen Rodinias formte sich der nächste Superkontinent Pannotia (von ca. 630 bis 530 mya) mit dem Großkontinent Gondwana als dessen bedeutendste kontinentale Masse. Dieser wurde wiederum Bestandteil Pangaeas. Während des Zerfalls Pangaea und Gondwana separierte sich Antarktika von den vormals mit ihm verbundenen Lithosphärenplatten und wurde ein eigenständiger Kontinent (siehe → Separierung Antarktikas).

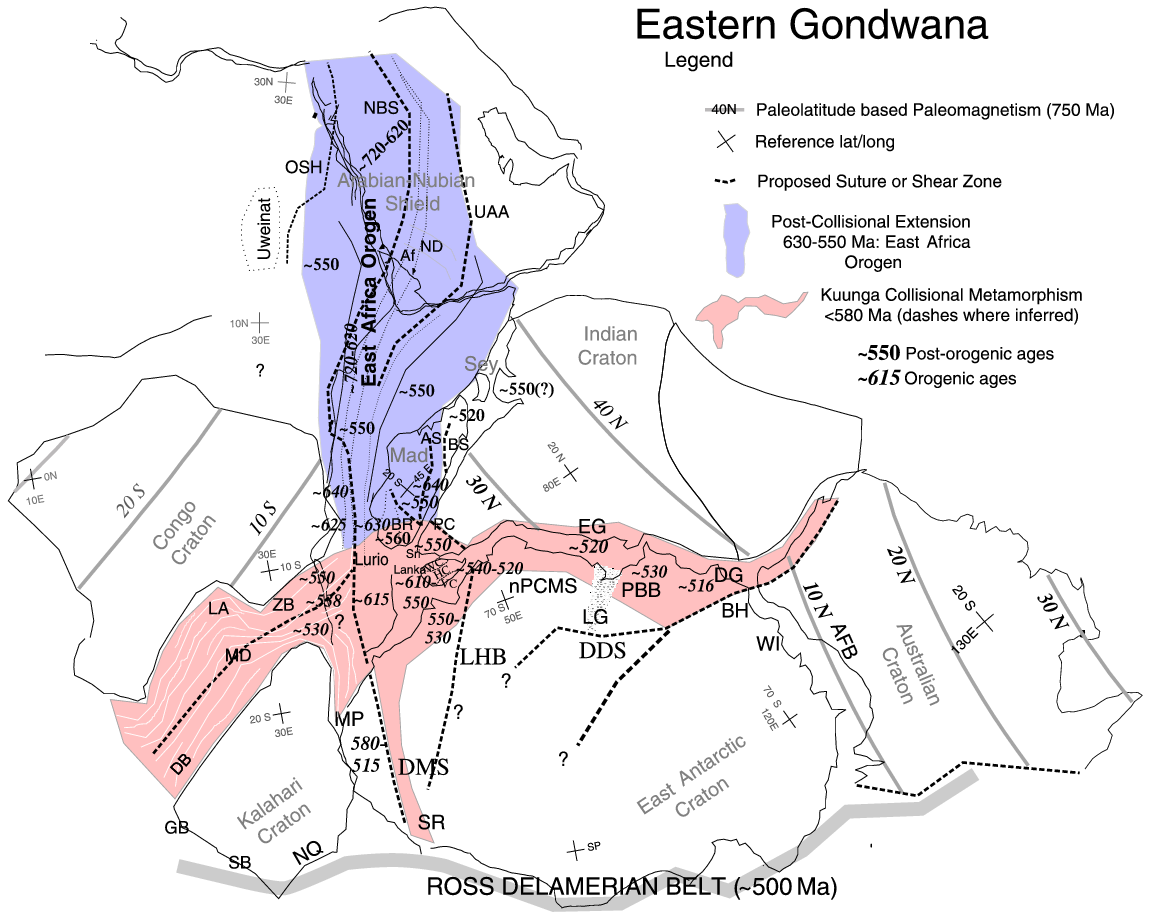
Paläogeographie von Ostgondwana mit Ostantarktika, Groß-Indien und Australien

Die Abkürzungen bedeuten AFB=Albany-Fraser-Orogen (Australien); BH=Bunger Hills (Ostantarktika); DG=Denman-Gletscher (Ostantarktika); DMS=Dronning Maud-Sutur (Ostantarktika); EG=Eastern Ghats (Ostghats) (Indien); HC=Highland-Komplex (Sri Lanka); LG=Lambert Graben (Ostantarktika); LHB=Lützow-Holm-Gürtel (Ostantarktika); MP=Königin-Maud-Land (Ostantarktika); NC=Napier-Komplex (Napier Mountains) (Ostantarktika); nPCSM=Nördliche Prince Charles Mountains (Ostantarktika); PBB=Prydz Bay-Gürtel (Prydz Bay) (Ostantarktika); SR=Shackleton Range (Ostantarktika); WC=Wanni-Komplex (Sri Lanka); WI=Windmill-Inseln (Ostantarktika)
Einige tektonische Einheiten unterlagen dabei der pan-afrikanischen Überprägung, wie z. B. während der Kuunga-Orogenese, die u. a. die Kontinente Ostantarktika, Australien sowie Groß-Indien zur paläogeographischen Konfiguration von Ostgondwana vereinte.

## Tektonische Evolution

### Formierung

Lage von Adélieland
Lage von Südaustralien

Der Ursprung des antarktischen Kontinents lässt sich auf einen relativ kleinen spätarchäischen kratonischen Kern (Nukleus) zurückführen, dessen Zentrum sich in den Regionen des heutigen ostantarktischen Adélieland (Adélie Land) und Südaustralien erstreckte mit dem seinerzeit zusammenhängenden Terre Adélie-Kraton und Gawler-Kraton. Die Entwicklung verlief vom späten Archaikum bis zur Gegenwart dynamisch mit quasikontinuierlichem Wachstum infolge akkretionären oder kollisionsbedingten Ereignissen, die episodisch durch Perioden von Erdkrustenextensionen und Grabenbrüchen (Rifting) unterbrochen wurden. Die Evolution des Kontinents lässt sich in mehrere Hauptschritte unterteilen:
- Der ursprüngliche Nukleus erfuhr zuerst am östlichen dann am westlichen Rand Krustenanlagerungen. Diese Ereignisse führten zur Eingliederung des antarktischen Nukleus in einen einzigen großen Kontinent, zu dem das gesamte proterozoische Australien (Nordaustralischer Kraton), der kryptische Curnamona-Beardmore-Mikrokraton und höchstwahrscheinlich auch Teile von Laurentia gehörten. Am östlichen Kratonrand bildeten sich die Nimrod- und die Kimban-Orogenese, am nördlichen und westlichen die Kararan-Orogenese (siehe auch → Mawson-Kraton). Diese Prozesse ereigneten sich vom späten Paläoproterozoikum bis zum mittleren Mesoproterozoikum. Erdgeschichtlich fallen sie in den Zeitraum des hypothetischen Superkontinents Columbia.
- Im frühen Mesoproterozoikum drehte sich der Nordaustralische Kraton entlang einer Subduktionszone nordwestlich des Mawson-Kratons mit Schließung des dazwischen liegenden Ozeans und Kollision der beiden Kratone. Dadurch bildete sich das Albany-Fraser-Orogen[5], das sich am heutigen Südrand des Yilgarn-Kratons[6] in Western Australia (Westaustralien) bis zur Musgrave Region im zentralen Australien und im ostantarktischen Wilkesland erstreckt.
- Infolge Rifting wurde ein kontinentaler Krustenblock unbekannter Dimensionen vom westlichen Rand der gemeinsamen australischen und ostantarktischen Kontinentalmasse abgetrennt. Die östliche Grenze dieses Grabenbruchs bildet die Darling Fault (Darling-Verwerfung). Sie verläuft vom westlichsten Rand des heutigen Westaustraliens weiter am westlichen Rand des Mawson-Kratons und definiert die östlichen Begrenzung des Crohn-Kratons. Als Zeitraum für das Rifting wird das mittlere bis späte Mesoproterozoikum vermutet. Während des Zerfalls Gondwanas wurde die Riftzone reaktiviert, als sich Ostantarktika von Groß-Indien trennte.
- Die kurz darauffolgende Inversion dieser Bruchzone führte zur Kollision des östlichen Randes des Proto-Indischen Subkontinents bzw. Groß-Indien mit dem Crohn-Kraton. Das Pinjarra Orogen entwickelte sich entlang der Darling Fault. Es ist heute nur am Rand Westaustraliens mit einer Länge von 1000 Kilometern (km) aufgeschlossen. Mittels verschiedener geophysikalischer Methoden konnte ein Verlauf in Ostantarktika bis nahe dem Wostoksee rekonstruiert werden. Die Orogenese erfolgte zwischen 1090 und 1020 mya während der Formierungsphase des Superkontinents Rodinias. Von 650 bis 520 mya wurde der Gebirgszug im Rahmen der Gondwana-Bildung erneut tektono-thermisch beeinflusst.
- Zwischen dem späten Mesoproterozoikum und dem Cryogenium herrschte weitgehend tektonische Ruhe. Im Ediacarium begann die Abspaltung Laurentias und die Mehrheit des Curnamona-Beardsmore-Kratons von der ostantarktisch-australischen Kontinentalmasse. Dadurch öffnete sich der Panthalassa, auch Paläo-Pazifik genannt. Im Nordaustralischen Kraton ereigneten sich weiträumige Extensionen mit Intrusionen von Magmatiten sowie Sedimentationen in ausgedehnten epikontinentalen Sedimentbecken. In Ostantarktika entwickelten sich ebenfalls umfangreiche Sedimentationsbereiche im südlichen Viktorialand sowie im Bereich des heutigen mittleren Transantarktischen Gebirges.
- Die Abspaltung Laurentias war begleitet von Konvergenzen am gegenüberliegenden ostantarktischen Rand. Während einer Reihe ediacarischer und kambrischer Ereignisse wurde Krustenmaterial mit indischen und afrikanischen Affinitäten entlang des heutigen Westrandes Ostantarktika angegliedert, der durch den Crohn-Kraton gebildet wurde. An diesem bildeten sich mehrere Kollisionsorogene aus. Auf indischer Seite waren die Ostghats, auf afrikanischer Seite der Kaapvaal-Kraton betroffen, (siehe auch → Zusammenschluss Proto-Indien, Proto-Ostantarktis und Proto-Australien). Dies steht im Zusammenhang mit der Bildung Ostgondwanas und der Kollision Ostgondwanas mit Westgondwana infolge der Kuunga-Orogenese im Rahmen der Formierung Gondwanas.
- Die Formierung Gondwanas bedeutete eine Verschiebung der Subduktionszonen zwischen den beteiligten Kontinentalmassen an den ursprünglichen östlichen passiven Rand Gondwanas. Der Panthalassa begann unter diesen Rand zu subduzieren. Dadurch bildeten sich die akkretionären Terra Australis-[7] und Gondwanide-[8] Orogenesen aus. Die erstere Orogenese ereignete sich in einem Zeitraum vom unteren Kambrium bis zum mittleren Karbon. Ihr folgte die zweite Orgonenese zwischen dem mittleren Karbon und der mittleren Kreide. Sie fügten riesige Sequenzen von Gondwana-Sedimenten sowie Fragmente älterer und allochthonen (ortsfremden) oder para-allochthonen kontinentaler Krusten an den nun aktiven Paläo-Pazifikrand Gondwanas. Dieser erstreckte sich vom Nordaustralischen Kraton bis nach Südamerika. Während der Terra Australis-Orogenese bildete sich u. a. das Ross-Orogen aus. Sie stehen im Zusammenhang mit dem Zerfall von Rodinia und der Bildung Gondwanas, insbesondere Ostgondwanas.

### Separierung
Schon während der Existenz Pangaeas setzte der Zerfall Gondwanas in mehreren Phasen zwischen seinen Kontinentmassen ein. Die Separierung Antarktika von den ursprünglich mit ihm verbundenen Kontinenten erfolgte während einer tektonisch instabilen Phase. Es bildeten sich zuerst intrakontinentale Grabenbrüche, gefolgt von Ozeanbodenspreizungen, die zur Trennung dieser Landmassen und Formierung neuer Lithosphärenplatten führte.
Das anfängliche Auseinanderbrechen Gondwanas betraf anfänglich nur zwei Kontinentalplatten: Afrika mit Südamerika (Westgondwana) bewegte sich nordwärts und entfernte sich vom noch zusammenhängenden Ostantarktika, Groß-Indien und Australien (Ostgondwana). Zwischen letzteren bildete sich eine Triple Junction. Dieses Zwei-Platten-System war nicht langlebig, und in der frühen Kreide bewegte sich Groß-Indien mit Australien relativ zu Antarktika. Ursache war die Drehung Groß-Indiens gegen den Uhrzeigersinn und die entgegengesetzte Drehung Australiens im Uhrzeigersinn weg von Antarktika.

Südlicher Ozean mit seinen Randmeeren, wie der Riiser-Larsen-See

Die Spreizungssysteme im Weddellmeer und in der Riiser-Larsen-See bilden eine Transformstörung (Transform fault) mit einer orthogonalen Bewegung Afrikas relativ zu Antarktika und einer Blattverschiebung (Strike-slip fault) relativ zu Madagaskar und Indien. Verbunden sind sie durch die quer verlaufende Davie Fracture Zone. An ihnen vollzog sich letztlich die Trennung Ostgondwanas von Westgondwanas.

#### Loslösung von Afrika
Die Separierung Antarktikas begann in einer Spreizungszone in Form einer Triple Junction, der Weddell-Triple Junction im Bereich des heutigen Weddellmeeres. Ursächlich war möglicherweise ein aufsteigender Mantel-Plume, der das Zentrum der Karoo-Ferrar-Magmaprovinzen bildete. Dessen riesige Magmamengen ergossen sich im Zeitraum von 204 bis 175 mya auf benachbarte Bereiche Afrikas, Südamerikas und Antarktikas. Frühes ostwestliches Rifting setzte um 165 mya ein. Ozeanbodenspreizung erfolgte ab 147 mya.

Lage der Straße von Mosambik
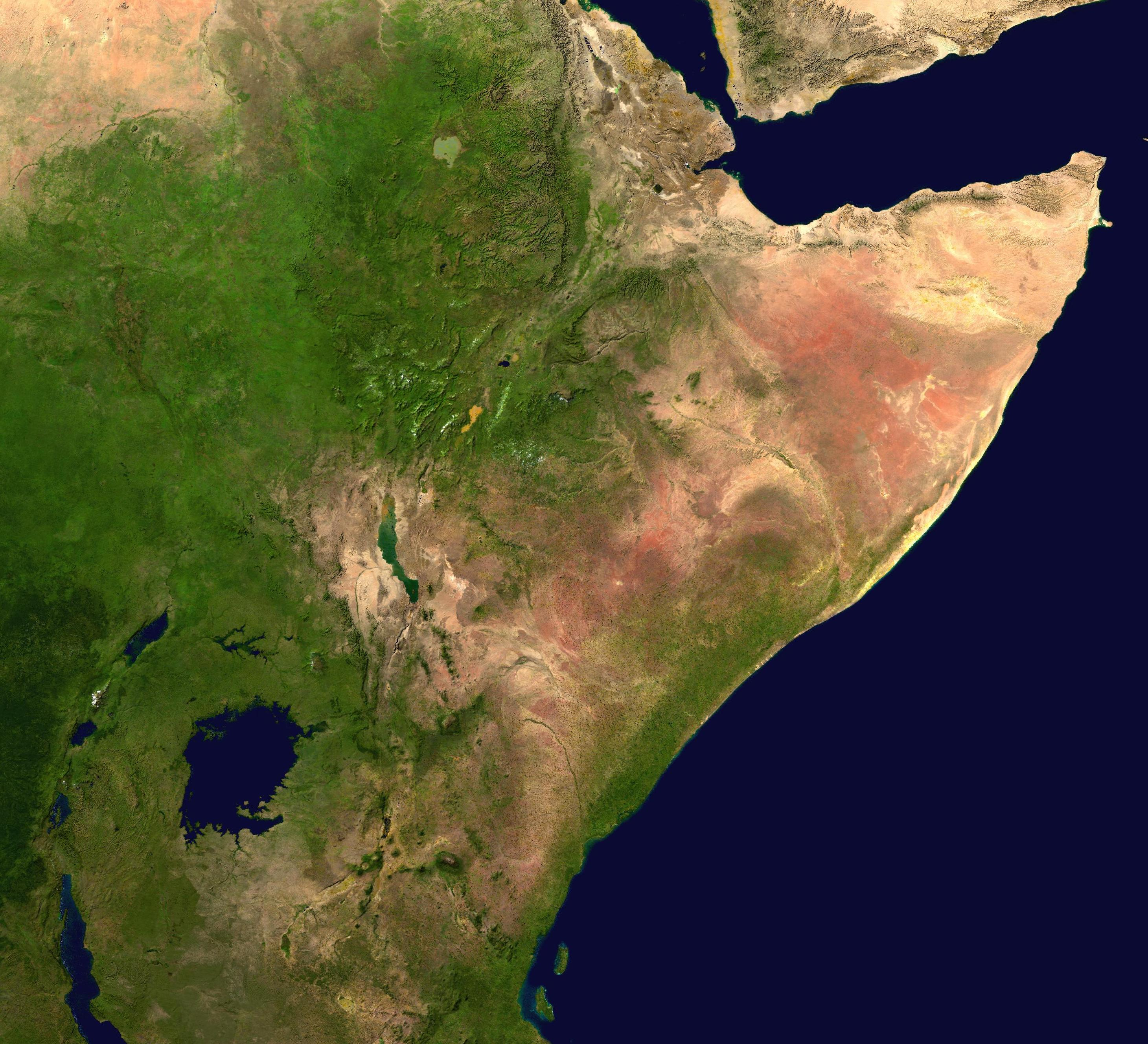
Satellitenaufnahme vom Horn von Afrika
Lage vom südafrikanischen Kaapvaal-Kraton
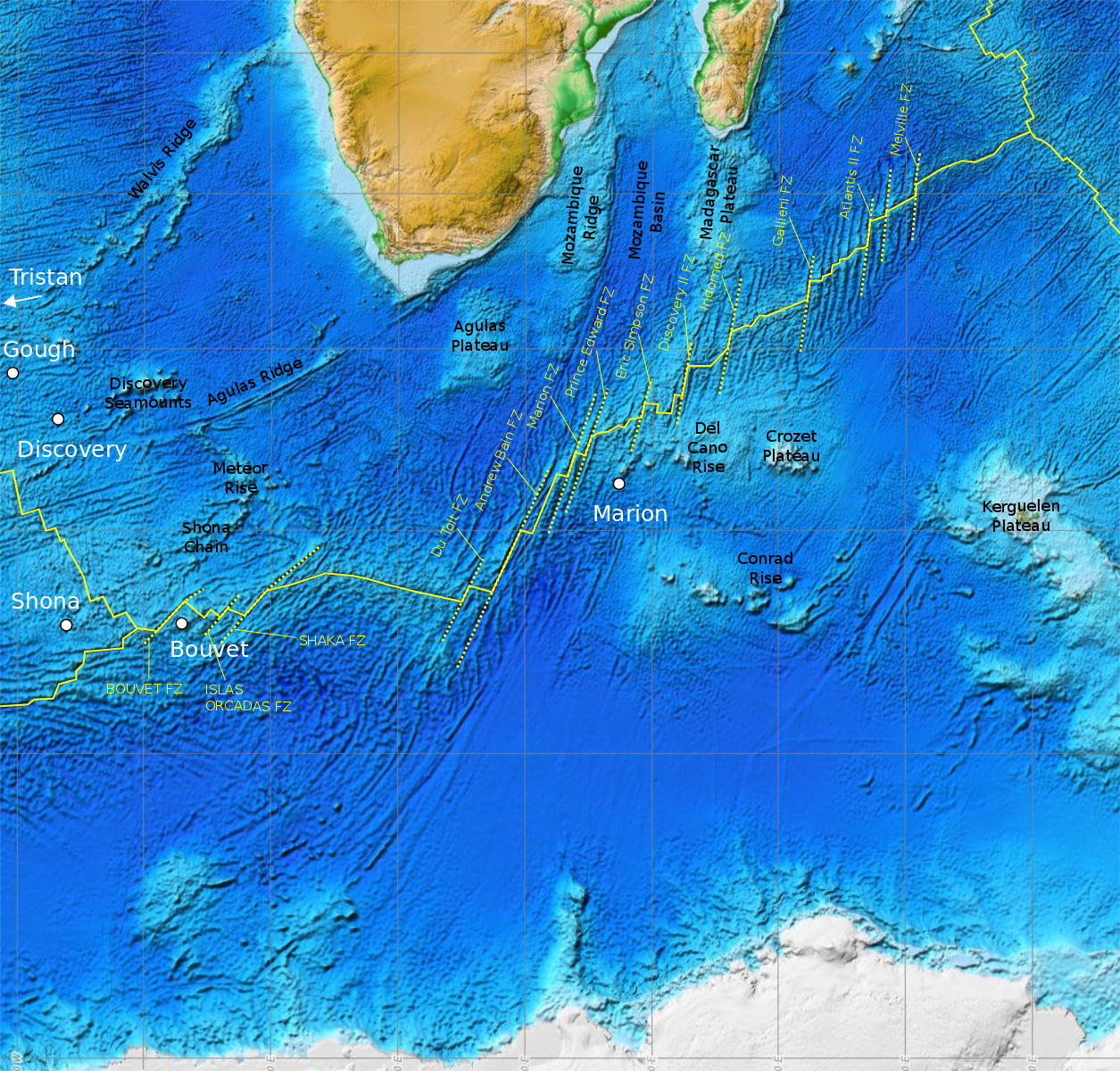
Topografie vom Südwestindischen Rücken

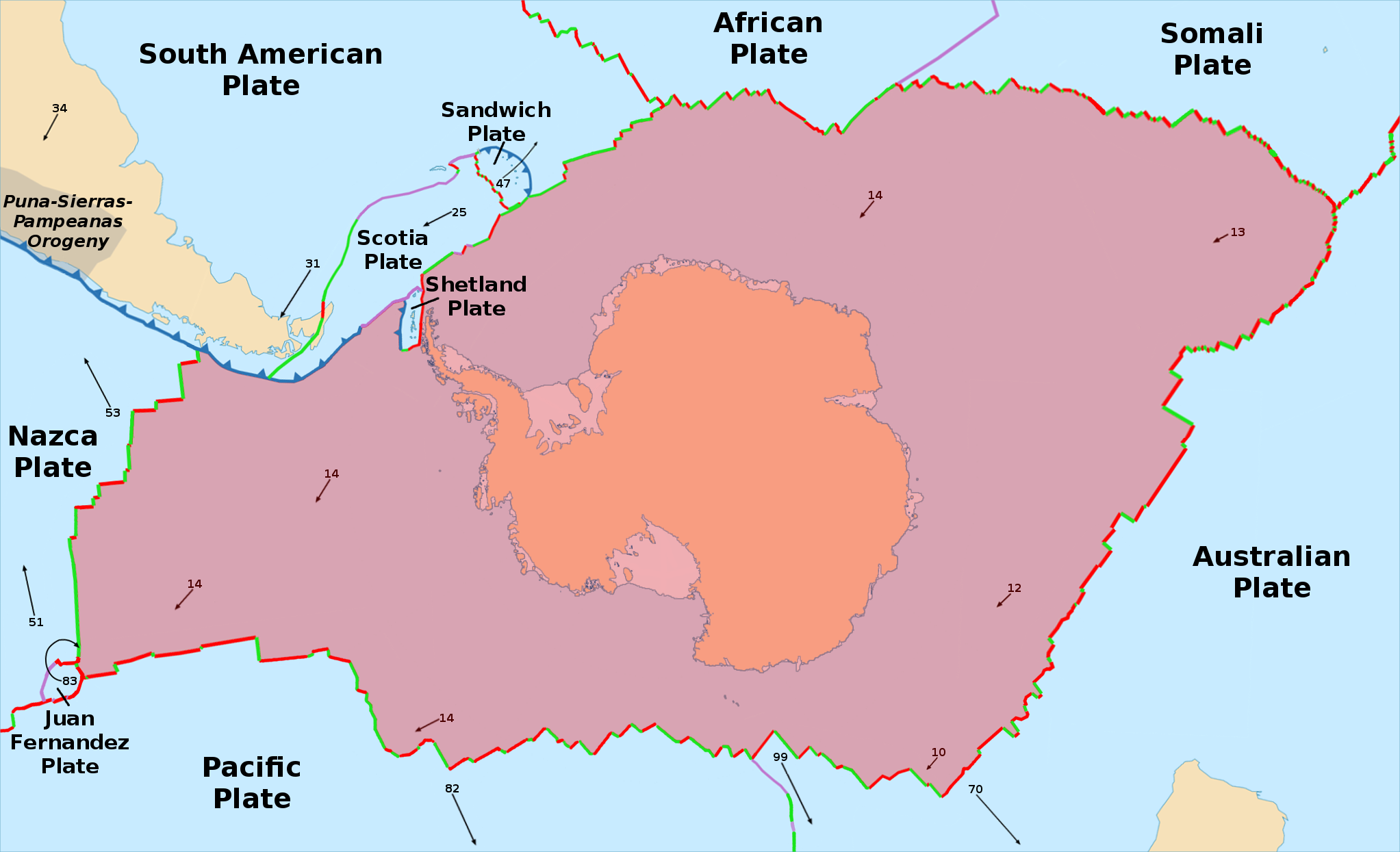
Karte der Antarktische Platte
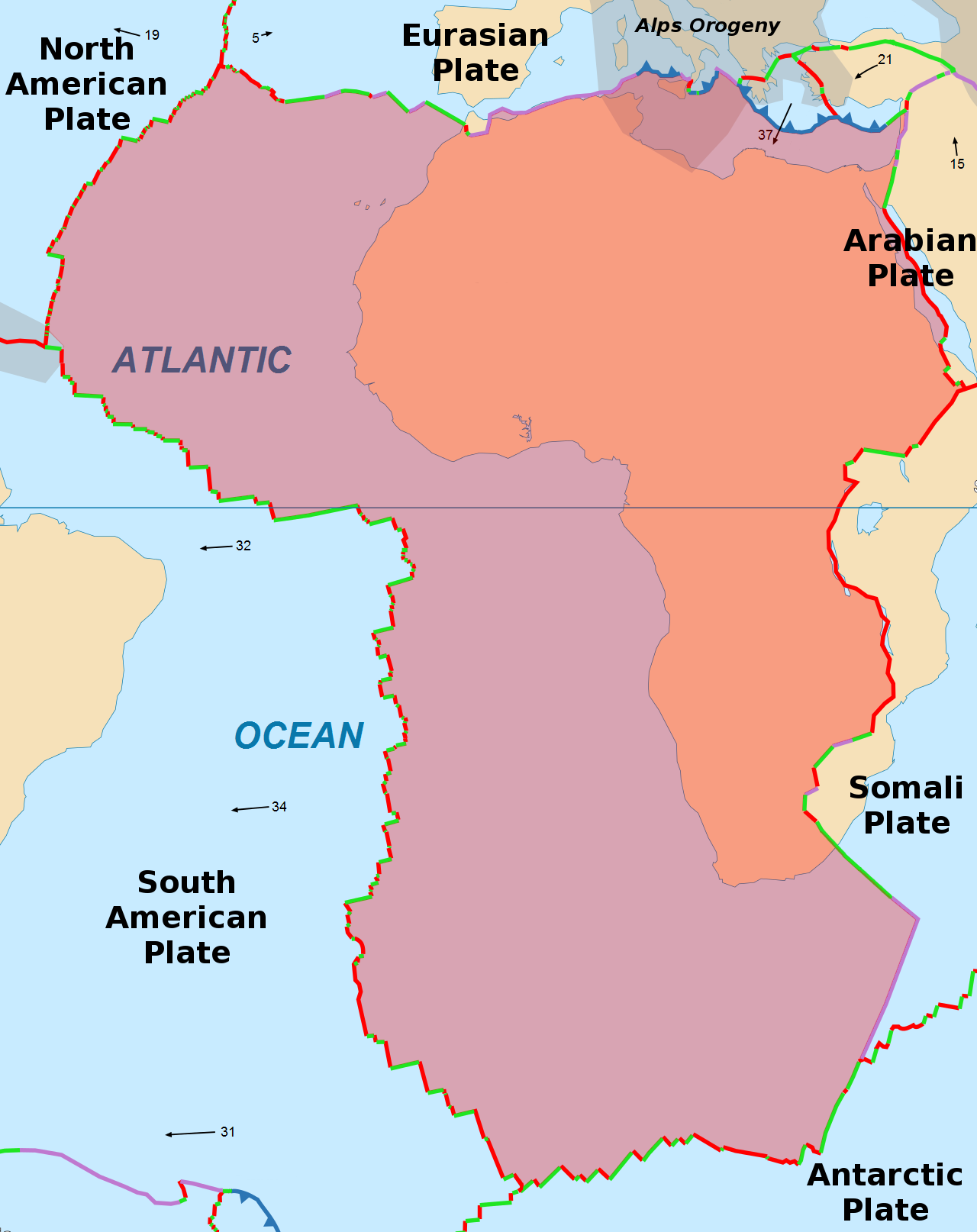
Karte der Afrikanischen Platte

Ein weiteres Spreizungssystem bildete sich in der heutigen Riiser-Larsen-See vor Ostantarktika. Dieses erstreckte sich zwischen dem südöstlichen Afrika und dem seinerzeit südwestlichen Bereich des ostantarktischen Königin-Maud-Lands (siehe auch → Maud-Gürtel). Es setzte sich fort über die Straße von Mosambik bzw. dem Mosambik-Becken vor Afrika bis hin zum Somali-Becken am Horn von Afrika. Frühe Anzeichen von Grabenbruchbildung traten um 180 mya auf. Grabenbruchbildung und Ozeanbodenspreizung datieren ebenfalls wie im Bereich des Weddellmeeres um 165 mya bzw. 147 mya. Dadurch spaltete sich u. a. der Grunehogna-Kraton vom afrikanischen Kaapvaal-Kraton ab und wurde Bestandteil Ostantarktikas. Zudem wurde auch Madagaskar von Afrika getrennt (siehe auch → Entstehung von Madagaskar). Dieses Dehnungssystem, das nordöstlich bis zur Gunnerus Ridge reichte, setzte sich ab 83 mya östlich fort bis zur Conrad Rise in der Kosmonautensee (Cosmonauts Sea) und entwickelte sich zum ultralangsam spreizenden Südwestindischen Rücken (Southwest Indian Ridge), welcher die Antarktische Platte von der Afrikanischen Platte trennt.

#### Trennung von Groß-Indien

Lage vom ostantarktischen Enderbyland
Lage vom indischen Golf von Bengalen
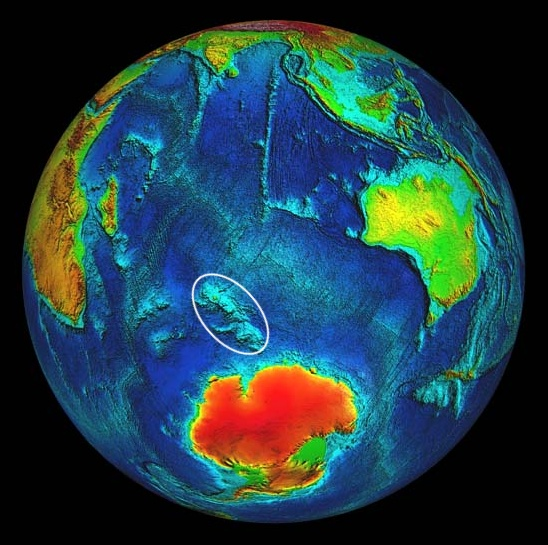
Lage des Kerguelenplateaus
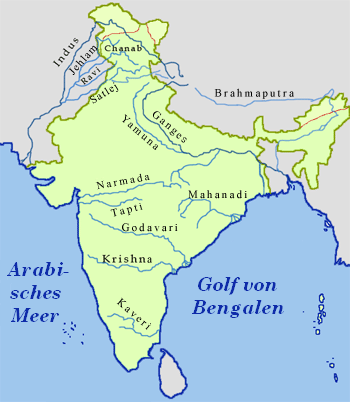
Verlauf des ostindischen Mahanadi-Flusses
Lage der Ostghats auf dem Indischen Subkontinent
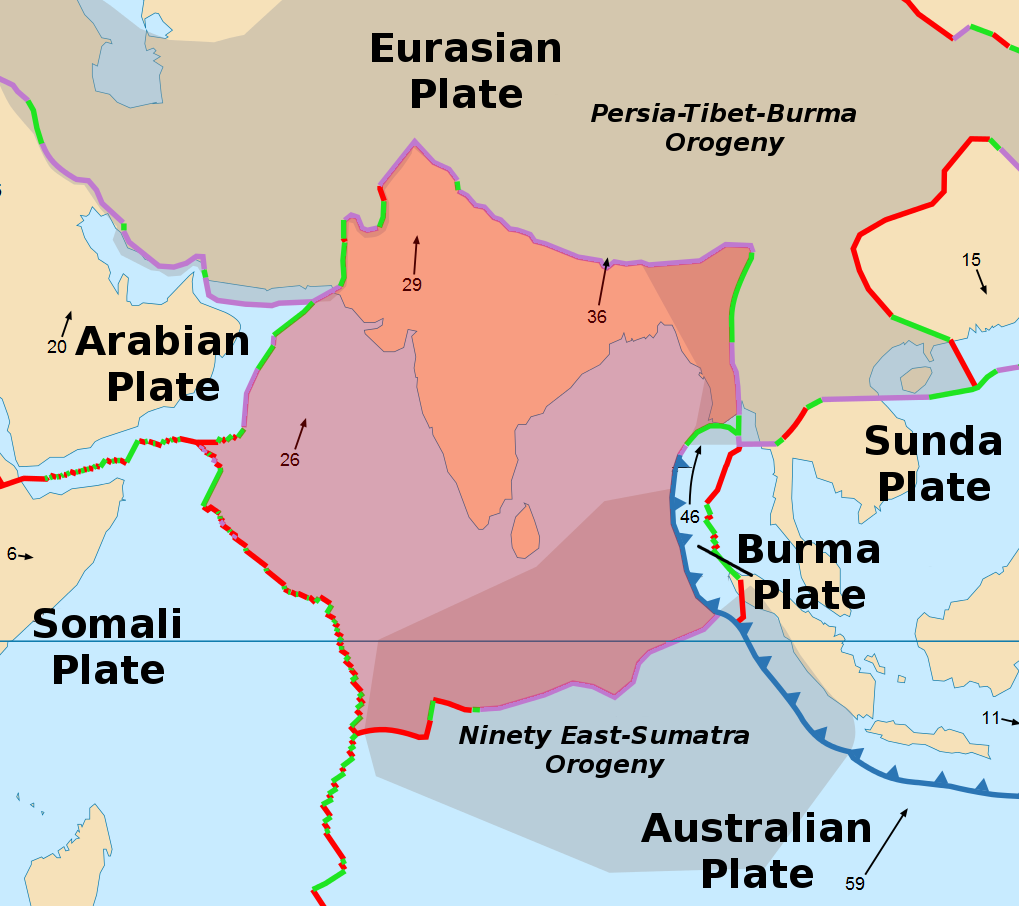
Karte der Indischen Platte

Die Trennung Antarktikas von Groß-Indien erfolgte im Bereich der heutigen Enderby Plain (Enderby Abyssal Plain). Diese abyssale Tiefseeebene erstreckt sich vor dem heutigen ostantarktischen Enderbyland und schließt im Westen an die Riiser-Larson-See mit der Gunnerus Ridge an. Die östliche Begrenzung der Enderby Plain bildet der Tiefseerücken der Bruce Spur in der Mawsonsee. Gegenüber den ostantarktischen Strukturen befindet sich der heutige indische Golf von Bengalen. Grabenbruchbildung setzte ab 160 mya ein, Ozeanbodenspreizung begann um 132 mya, und bis 124 mya entstand eine neue Lithosphärenplattengrenze. Der in dieser Zone vorkommende Hotspot erzeugte das Kerguelenplateau wird nicht als Ursache der Spreizungsprozesse angesehen, da er jünger ist. Bemerkenswerte Merkmale sind die Trennung des Napier-Komplexs mit dem orogenen Gürtel der Rayner-Provinz von den Ostghats sowie die Reaktivierung des ursprünglich karbonnisch-permischen ostantarktischen Lambert-Grabens und dem gegenüber liegenden ostindischen Äquivalent des Mahanadi-Grabens bzw. Mahanadi-Beckens nahe dem Mahanadi-Fluss in den Ostghats. Zeitäquivalent erfolgte auch die Trennung Groß-Indiens von Australien mit der Bildung der Indischen Platte.

#### Separierung von Australien

Lage vom ostantarktischen Wilkesland
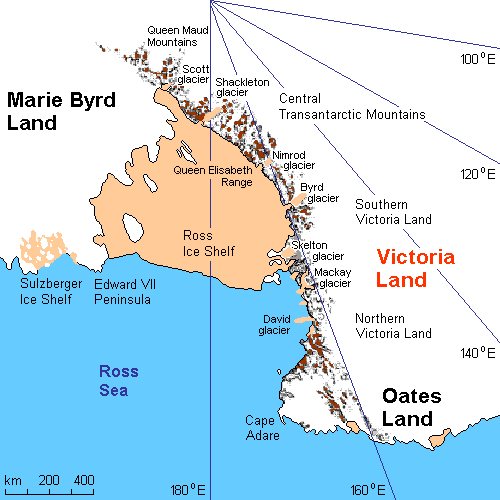
Lage vom ostantarktischen Viktorialand mit dem Kap Adare
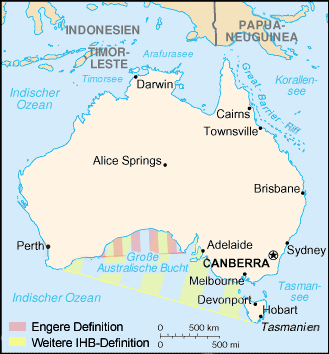
Lage der Großen Australischen Bucht und Tasmanien
Lage von Westaustralien
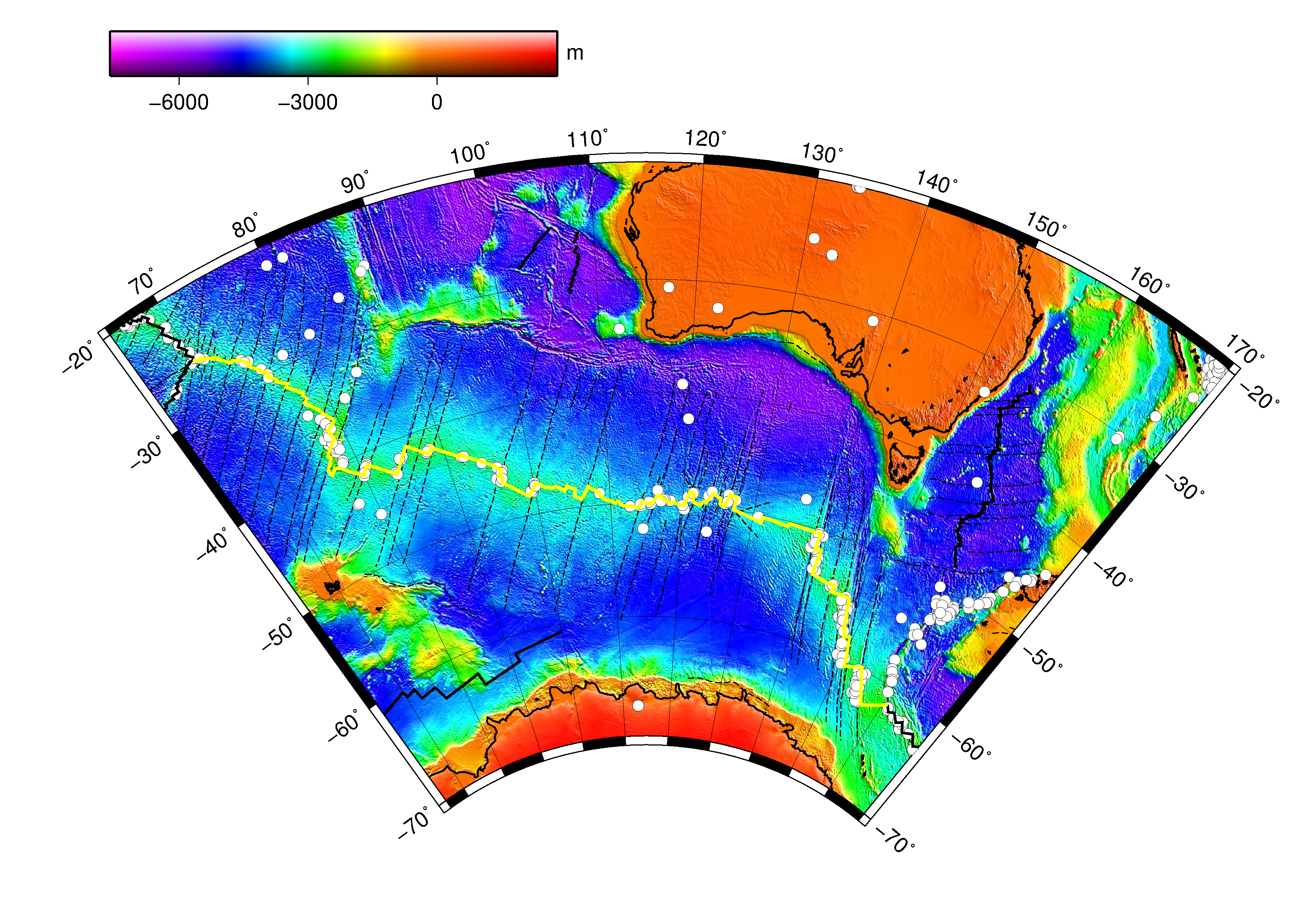
Verlauf vom Südostindischen Rücken, gelb markiert
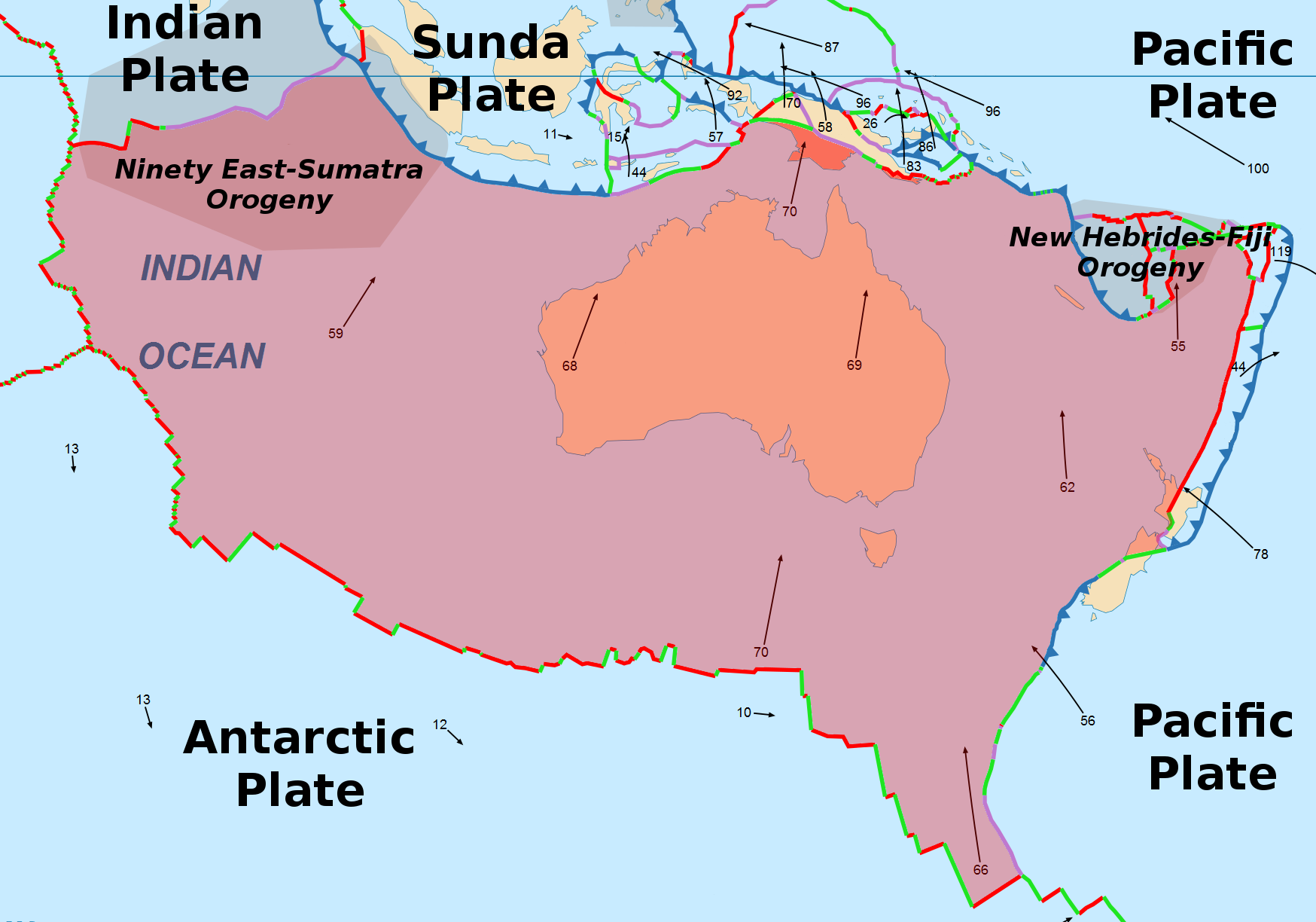
Karte der Australischen Platte

Die Separierung Antarktika von Australien erfolgte östlich der Bruce Spur mit der Vincennes Fracture Zone, die sich vor dem heutigen ostantarktischen Wilkesland befindet. Dieses Bruchzone kann verlängert werden bis zum Kap Adare (Cape Adare) am ostantarktischen Viktorialand. Gegenüber befindet sich die heutige Große Australische Bucht (Great Australian Bight) vor der Südküste Australiens. Dem Kap Adare entspricht der heutige südwestliche Bereich Tasmaniens. Der Vincennes Fracture Zone gegenüber liegt die australische Leeuwin Fracture Zone am äußersten südwestlichen Rand Westaustraliens. Grabenbruchbildung begann etwa zeitgleich wie bei der Trennung Antarktikas von Groß-Indien um 160 mya. Ozeanbodenspreizung erfolgte ab 83 mya. Diese Ozeanbodenspreizung bildet den heutigen Südostindischen Rücken, der die Antarktische von der Australischen Platte trennt. In diese Separierungsphase fällt auch die Abtrennung des Terre Adélie-Kratons vom Gawler-Kraton.

#### Trennung von Neuseeland

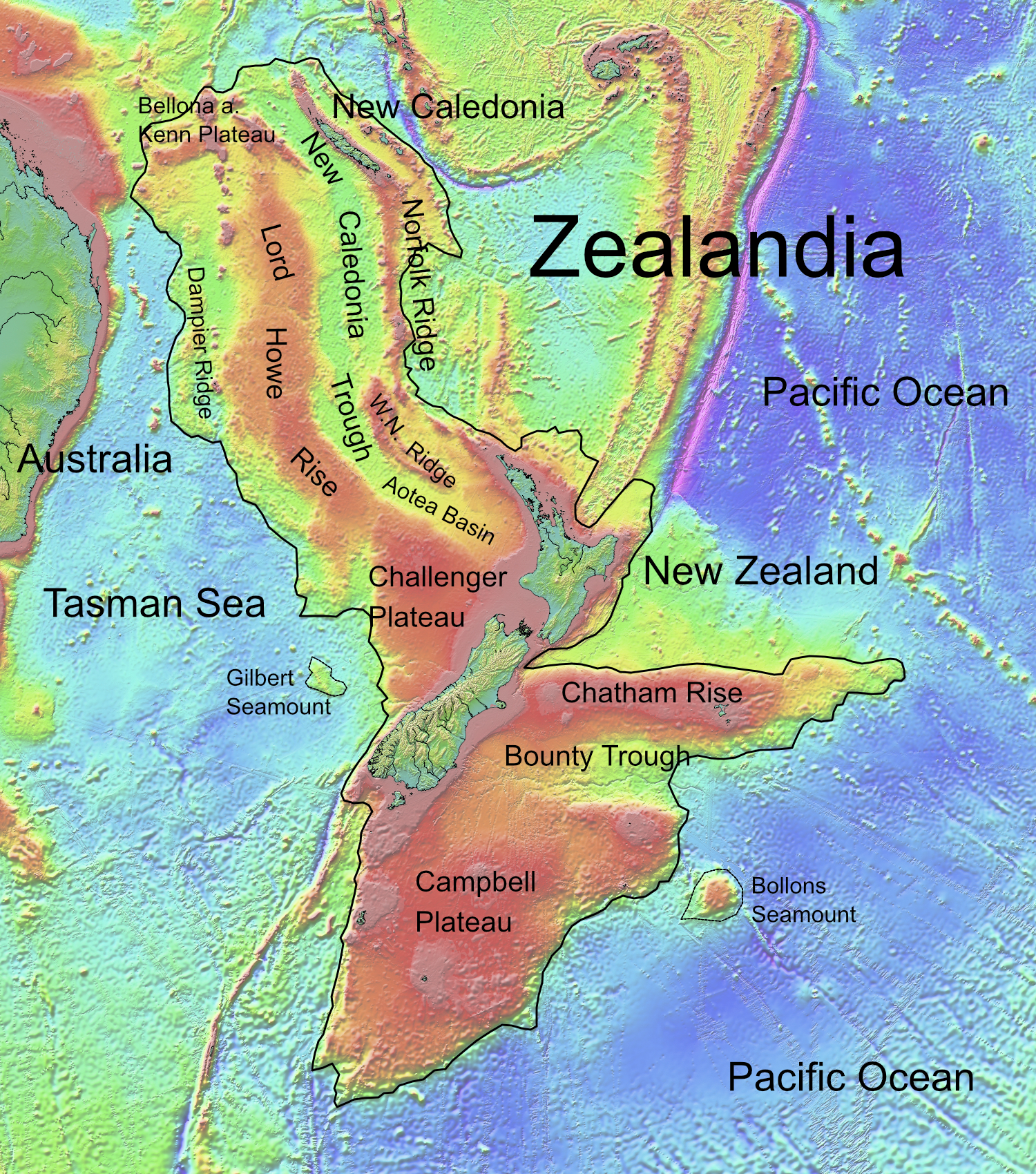
Topografische Karte von Zealandia mit dem Lord Howe Rise
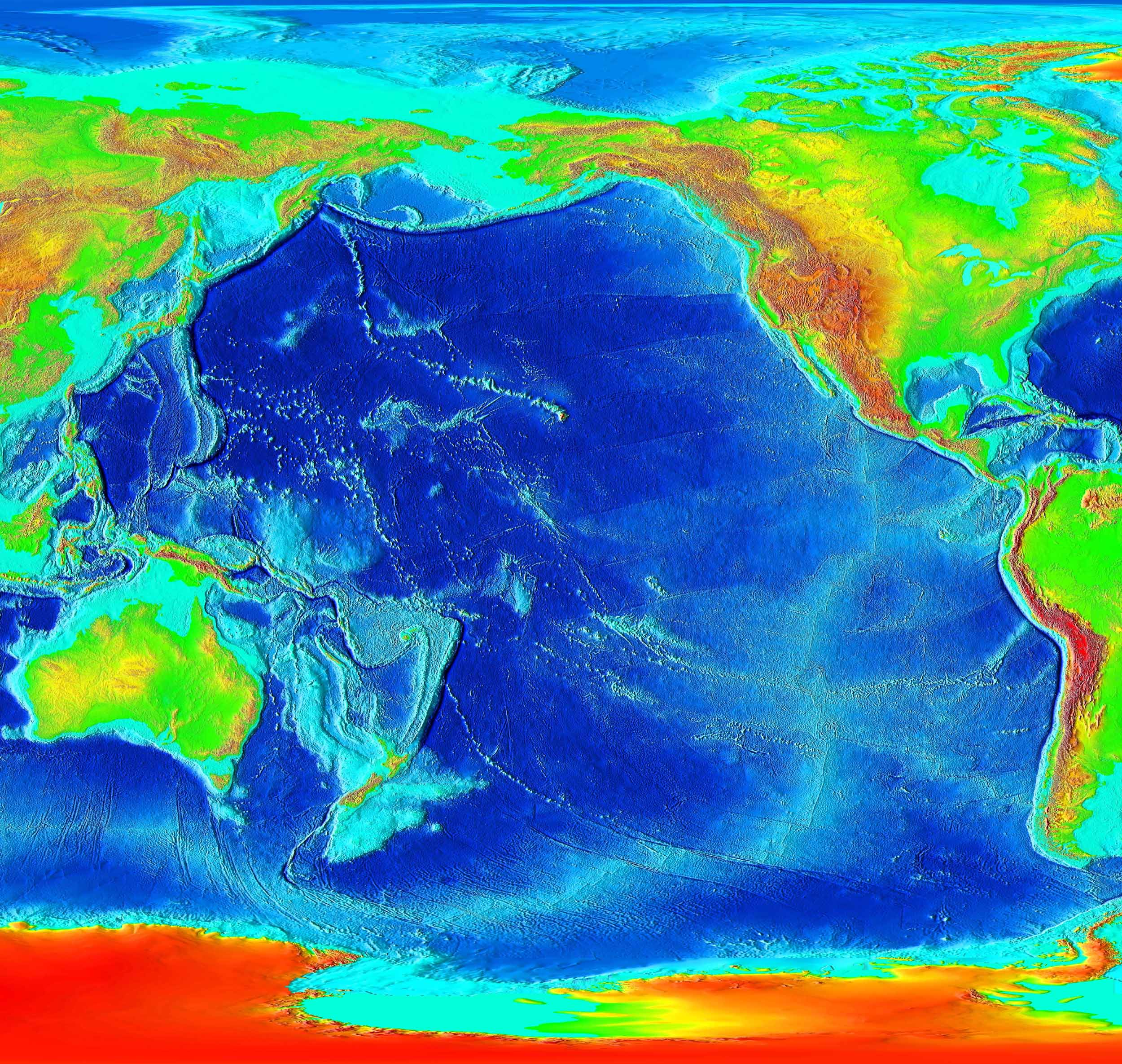
Karte vom Pazifischen Ozean mit Meeresbodenstrukturen
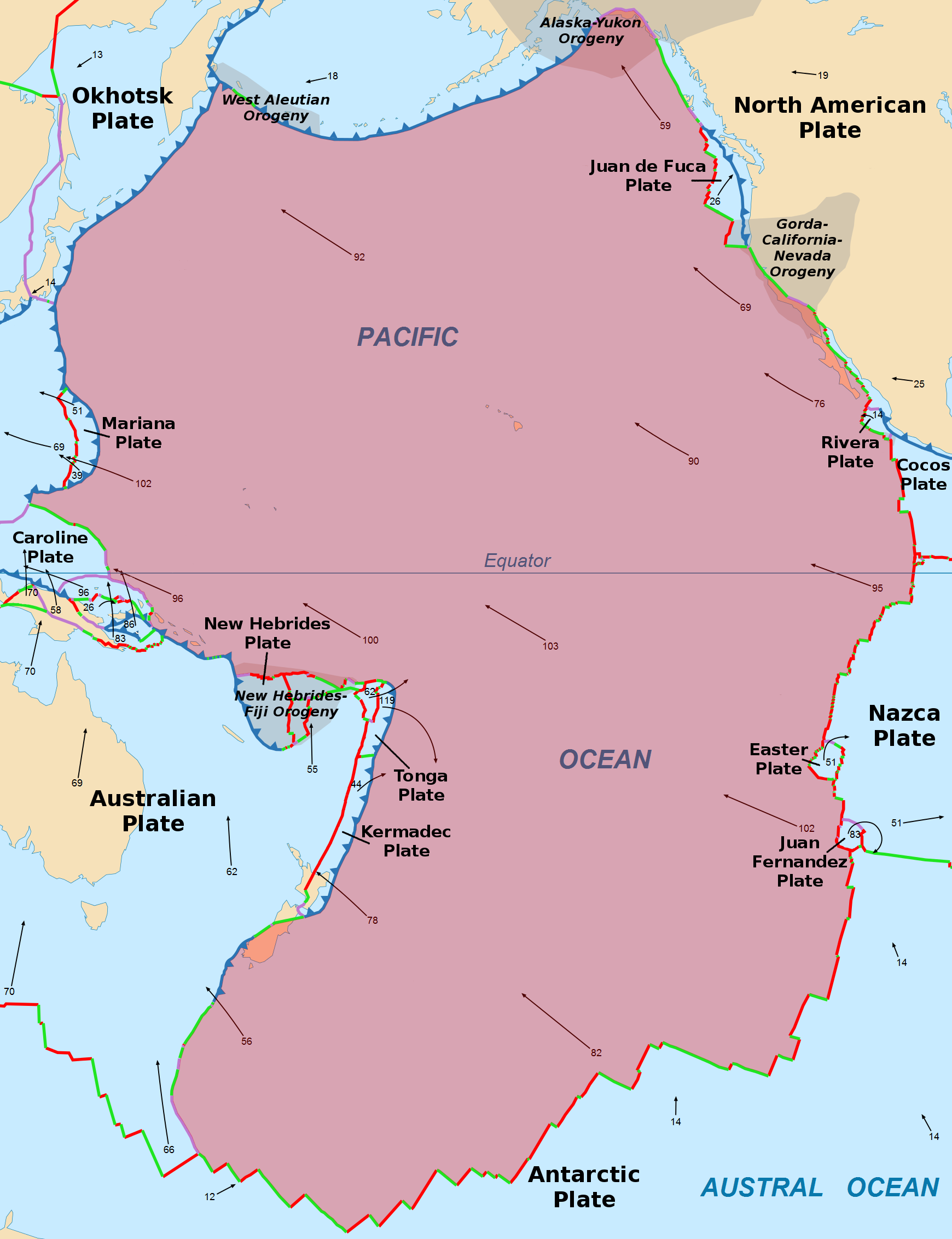
Karte der Pazifischen Platte

Noch während des Auseinanderdriftens von Antarktika und Australien akkretierten entlang einer Subduktionszone um 107 mya u. a. das heutige Campbell Plateau an Westantarktika. Dieses ist ein Ozeanisches Plateau und wird dem größtenteils untergetauchten Kontinentalfragment Zealandia zugerechnet. Der nordöstliche Bereich ragt aus dem Pazifischen Ozean und bildet die Südinsel Neuseelands. Ab 83 mya erfolgte die kontinentale Trennung zwischen dem Lord Howe Rise und Ostaustralien infolge einer Ozeanbodenspreizung. Diese setzte sich zwischen Westantarktika und dem Campbell-Plateau fort. Durch sie öffnete sich in diesem Bereich der Proto-Pazifik und trennte die Antarktische von der Pazifischen Platte. Mit dieser Abtrennung war die Separierung Antarktikas von den ursprünglich mit ihm verbundenen Kontinentalmassen abgeschlossen.

## Geologische Untersuchungsmethoden
Der gesamte Kontinent liegt größtenteils unter einem mächtigen Eisschild verborgen. Die Erforschung der Geologie und der tektonischen Entwicklung ist daher nur an wenigen Aufschlüssen direkt zugänglich. Standardmäßig kommen bodengestützte geophysikalische und geochemische Verfahren zur Anwendung, wie z. B. Erstellen von geologischen Karten und topografischen Karten, Durchführen und Auswertung von Bohrungen zur Bestimmung des krustalen Aufbaus und Zusammensetzung der Gesteine (siehe auch → Petrologie) oder von Eisschichten sowie der radiometrischen Datierung zur Altersbestimmung und die Seismologie zur Ermittlung des inneren kontinentalen Aufbaus (siehe auch → Strukturgeologie).

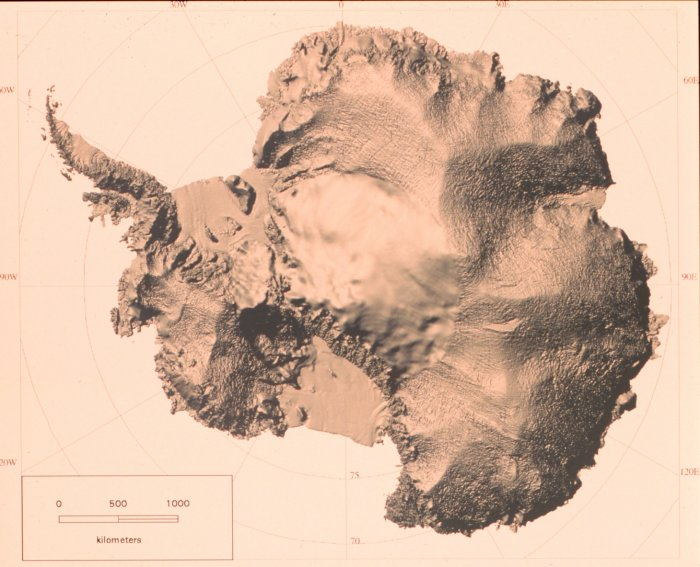
Schattierte Reliefkarte Antarktikas, entwickelt aus Synthetic Aperture Radardaten des kanadischen Satelliten RADARSAT-2
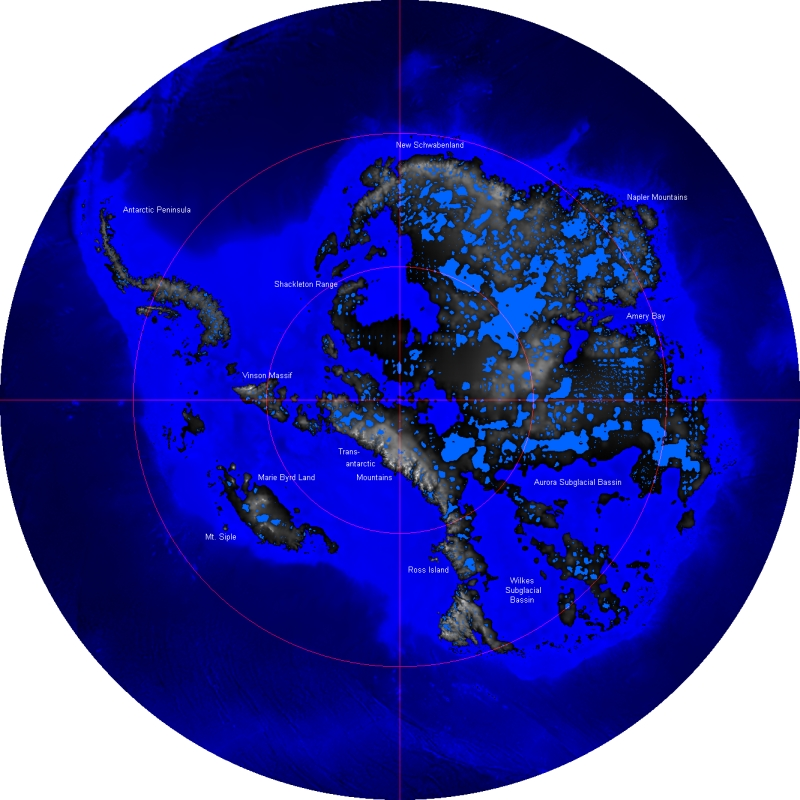
Grundgebirge Antarktikas ohne Eisbedeckung
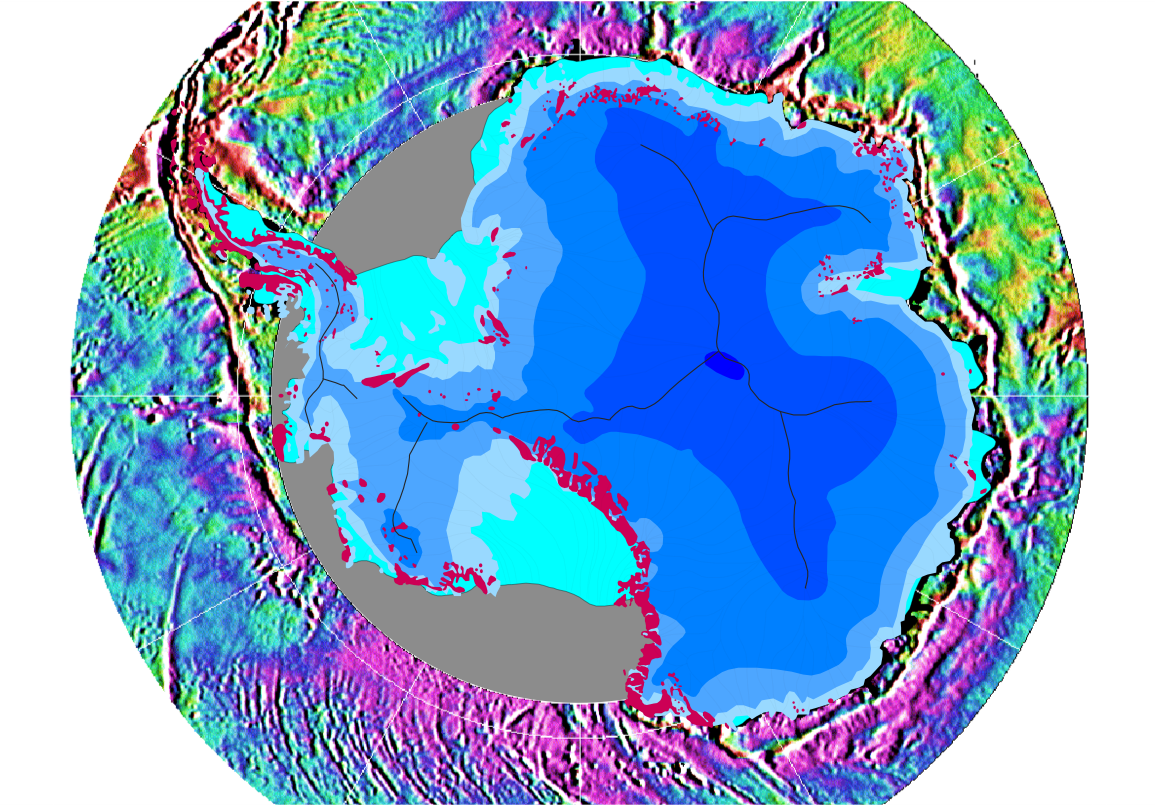
Gravimetrische Anomalien der Erde im Südpolarmeer, ermittelt vom Erdbeobachtungssatellit Geosat der United States Navy

Darüber werden unterschiedliche Fernerkundungsmethoden zur Ermittlung von verborgenen geologischen Strukturen eingesetzt. Zu ihnen gehören u. a. Gravimetrie, Geomagnetik (siehe auch → Aeromagnetik) und Aufspüren von Magnetischen Anomalien, Eisradar und verschiedene Spectroradiometer, wie das MODIS sowie Funk-Echomessungen (Airborne Radio Echo Sounding Measurements). Mit dem Erfassen von magnetischen Anomalien besteht die Möglichkeit, Ozeanbodenstrukturen zu bestimmen sowie Ozeanbodenspreizungen und plattentektonische Prozesse zu rekonstruieren. Diese Fernerkundungen können je nach Methoden und Zielvorgabe an der Erdoberfläche, mittels Luftfahrzeugen, per Schiff oder von Satelliten durchgeführt werden.

## Regionale Geologie

### Kratone und kratonisierte Terrane
Ostantarktikas Grundgebirge werden überwiegend vom Mawson-Kraton, Terre Adélie-Kraton, Crohn-Kraton und Grunehogna-Kraton gebildet. Weitere karatonisierte Einheiten sind der Napier-Komplex, die Ruker-Provinz, der Vestfold-Block, die Rauer-Inseln, der Denman-Gneiskomplex, die Windmill-Inseln, die Bunger Hills und die Miller Range. Darüber hinaus treten kleinere, weitgehend kratonisierte Krustenfragmente zu Tage beiderseits des Denman-Gletschers sowie die Aufschlüsse der Bertrab-, Littlewood- und Moltke-Nunataks und die Read Mountains in der Shackleton Range.
Diese weisen zumeist unterschiedliche Krustenbildungsprozesse archaischen bis paläoproterozoischen Alters auf. Vom Mesoproterozoikum bis zum frühen Paläozoikum unterlagen sie vielfältigen tektono-thermischen metamorphosen Überprägungen.

#### Mawson-Kraton

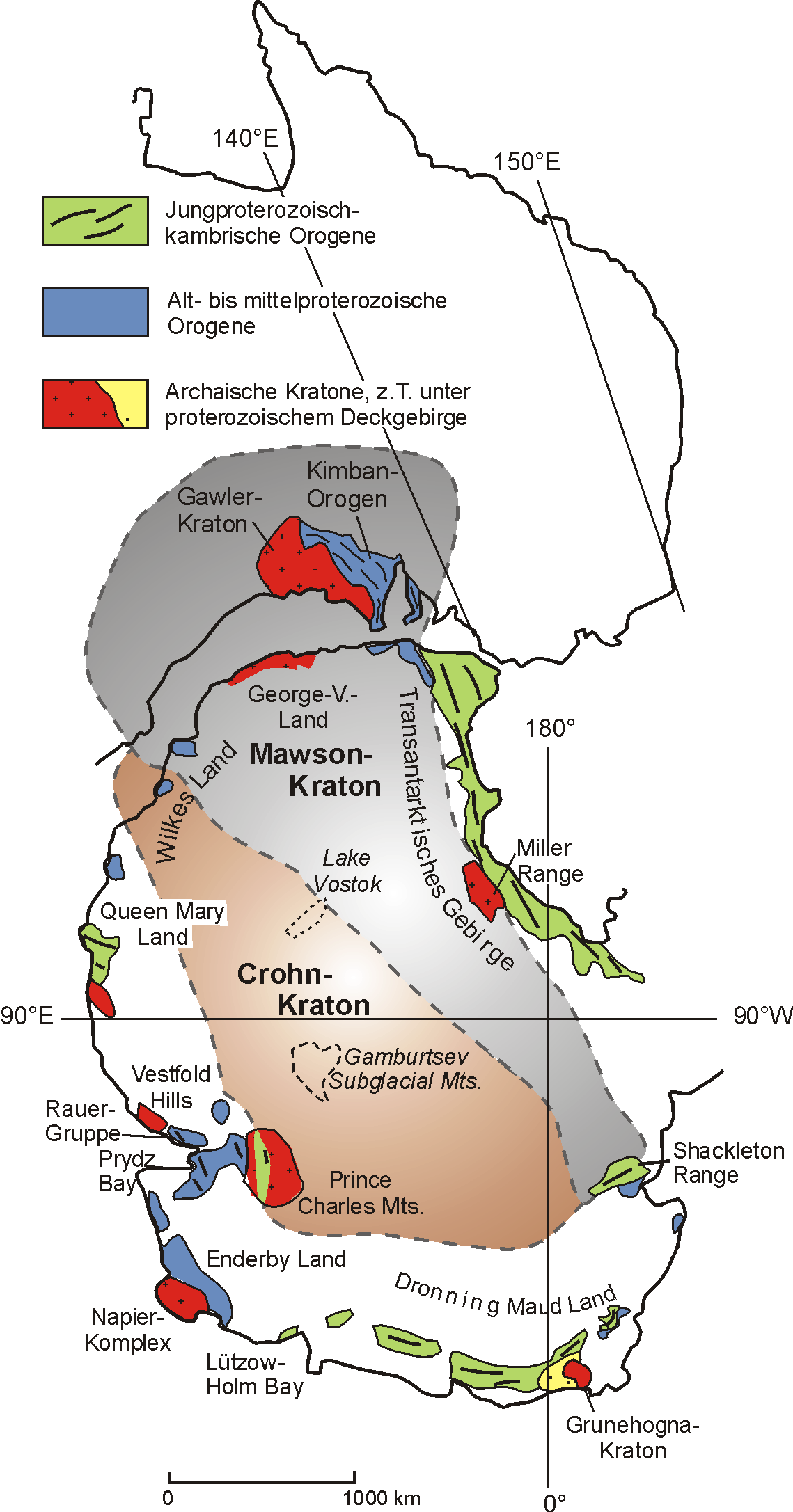
Mawson-Kraton mit dem australischen Gawler-Kraton, dem blau markierten Terre Adélie-Kraton und der Miller Range
Lage vom Wilkesland
Lage von Südaustralien.

Aufschlüsse des Mawson-Kratons kommen im Wilkesland, Adélieland und an der Georg-V.-Küste vor. Diese Bereiche liegen gegenüber von Südaustralien. Sie entsprechen Gesteinsvorkommen an der zentralen Inlandseite des Ross-Orogens bzw. des heutigen Transantarktischen Gebirges, wie die in der Geologists Range, in der Miller Range sowie in der Shackleton Range.
Der Mawson-Kraton bildete vor der Trennung Ostantarktikas von Australien mit dem australischen Gawler-Kraton, dem Terre Adélie-Kraton und dem australischen Coompana-Block bzw. der Coompana-Provinz eine tektonische Einheit. Er wird als Nukleus Ostantarktikas angesehen, an den sich weitere kratonische Blöcke angliederten. Er setzt sich aus hoch metamorphen magmatischen Gesteine (Magmatiten) zusammen, die auf bis zu 3150 mya datieren. Suprakrustale Gesteine entstanden ab 2560 mya. Am östlichen Kratonbereich ereignete sich die Nimrod-/Kimban-Orogenese. Sie begann ab 1730 mya. Die Abtrennung des antarktischen Teil des Mawson-Kratons erfolgte ab dem oberen Jura, wobei der Terre Adélie-Kraton vom Gawler-Kraton getrennt wurde. Der Gawler-Kraton verblieb im australischen Kontinent.

#### Terre Adélie-Kraton

Lage vom Adélieland
Lage vom George V Land

Der Terre Adélie-Kraton repräsentiert ein Kratonfragment in Adélieland und im George V Land. Das Grundgebirge besteht aus über 2550 mya alten Magmatiten, welche in die überlagernden terrestrischen Metasedimente intrudierten. Während einer neoarchaischen orogenen Phase wurden sie metamorph überprägt. In einem paläoproterozoischen Becken lagerten sich diverse sandsteinartige Sedimente, Magmatite und Vulkanite ab, von denen die ältesten auf mehr als 2400 mya datieren. Alter, Petrographie der Gesteine und tektono-thermale Prozesse korrelieren mit denjenigen vom australischen Gawler-Kraton. Die Separierung vom Gawler-Kraton erfolgte mit der Abtrennung des Mawson-Kratons. Danach war der Terre Adélie-Kraton Bestandteil Ostantarktikas.

#### Crohn-Kraton

Lage vom Königin-Marie-Land
Lage vom Mac-Robertson-Land
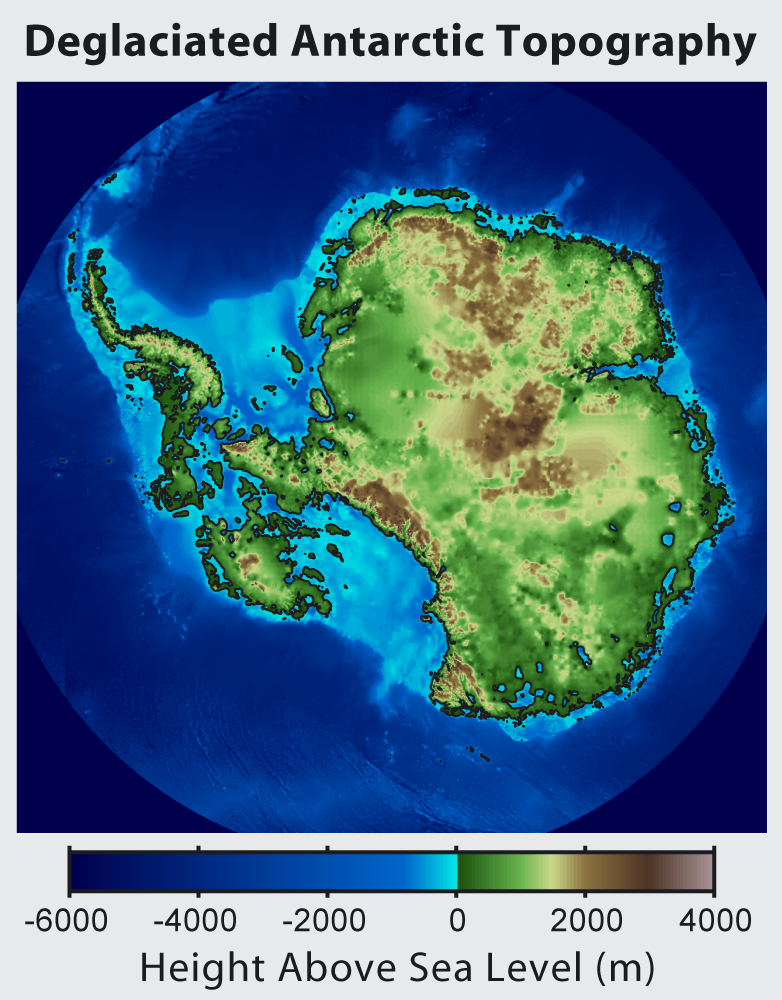
Topographische Karte Antarktikas nach Entfernung der Eisdecke, dessen isostatische Auswirkung und des Meeresanstiegs

Der Crohn-Kraton tritt nur als kleine Aufschlüsse der Obruchev Hills im Königin-Marie-Land und der Ruker-Provinz in südlichsten Bereichen der südlichen Prince Charles Mountains im Mac-Robertson-Land zu Tage. Es wird vermutet, dass er etwa ein Drittel des subglazialen Bereichs Ostantarktikas einnimmt und ostwärts mit dem antarktischen Ast des australischen Pinjarra-Orogens an den Mawson-Kraton angrenzt. Im Westen definiert ein spätmesozoischer passiver Kontinentalrand den Abschluss. Dieser entspricht einer Geosutur, die infolge der Kuunga-Orogenese während der Kollision mit Groß-Indien und dem Coatsland-Block entstand (siehe auch → Shackleton-Range). Aufschlüsse wurden in der Shackleton Range und den Prince Charles Mountains identifiziert. Die frühesten Protolithe (Ausgangsgesteine) kristallisierten um 3390 mya. Mächtige metasedimentäre Sequenzen überdecken vielerorts das Grundgebirge. Metamorphe Überprägungen traten ab 2890 mya auf. Das völlig unter dem Antarktischem Eisschild verborgene Gamburzew-Gebirges und der süßwasserhaltige Wostoksees werden dem Crohn-Kraton zugerechnet.

#### Grunehogna-Kraton

Lage vom Königin-Maud-Land
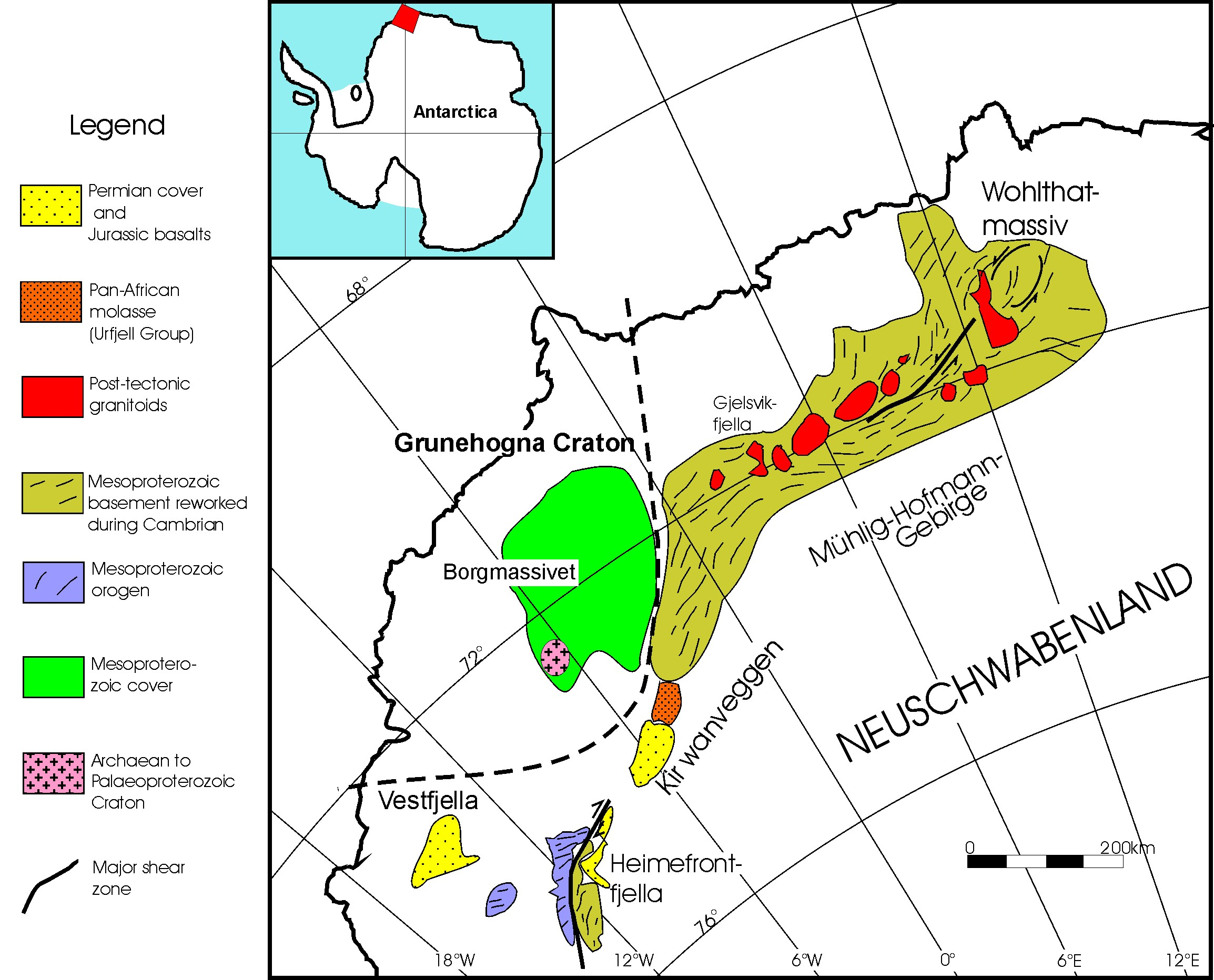
Geologische Karte vom Neuschwabenland mit dem Grunehogna-Kraton und seiner Umgebung

Der Grunehogna-Kraton liegt im westlichen Königin-Maud-Land an der Prinzessin-Martha-Küste. Er ist ein kleines Fragment archaischer Erdkruste. Die 3067 mya alten magmatischen Annandagstoppane-Nunataks sind Aufschlüsse des Grundgebirges. Alter und Metamorphosegrade korrelieren mit denen vom afrikanischen Kaapvaal-Kraton. Daraus wurde geschlossen, dass diese über 2500 Millionen Jahre eine tektonische Einheit bildeten. Infolge der Separierung Antarktikas vom Kaapvaal-Kraton wurde der Grunehogna-Kraton von diesem abgetrennt. Die mehr als 1100 mya alte mächtige Ritscherflya Supergroup enthält Sequenzen unterschiedlicher Klasten und Vulkanite sowie die magmatischen Ahlmannryggen- und die Borg-Massiv-Gebirge. Diese Supergroup entwickelte sich am Rand eines Inselbogenkomplexes im östlichen Bereich des Namaqua-Natal-Maud-Gürtels, welcher sich am südlichen Rand des damals noch vereinten Kaapvaal-Grunehgona-Kratons erstreckte. Der Jutul-Penck-Graben trennt den Grunehogna-Kraton vom Maud-Gürtel.

#### Napier-Komplex

Lage von Enderbyland
Enderbyland mit dem Napier-Komplex, dem Rayner-Komplex und dem Lützow-Holm-Komplex

Der Napier-Komplex ist ein Krustenblock archaischen Alters. Er tritt an den Rändern vom Enderbyland zu Tage und ist dort dem orogenen Gürtel der Rayner-Provinz vorgelagert. Die frühesten Protolithe datieren auf 3850 mya. Sie sind die ältesten Gesteine in Ostantarktika und zählen neben dem kanadischen Acasta-Gneis zu den ältesten weltweit. Im Gesteinspektrum überwiegen verschiedenartige Orthogneise und Paragneise. Die Platznahme von lokalen Charnockiten um 2980 mya dokumentiert den wahrscheinlich ältesten nachweisbaren tektono-thermalen Prozess in Antarktika. Der Napier-Komplex und die Rayner-Provinz kollidierten im Rahmen der Formierung Rodinias zwischen 1050 und 1000 mya mit den ostindischen Ostghats. Während der Trennung Ostantarktika von Groß-Indien wurden sie separiert und verblieben in Ostantarktika.

#### Ruker-Provinz

Lage vom Mac-Robertson-Land
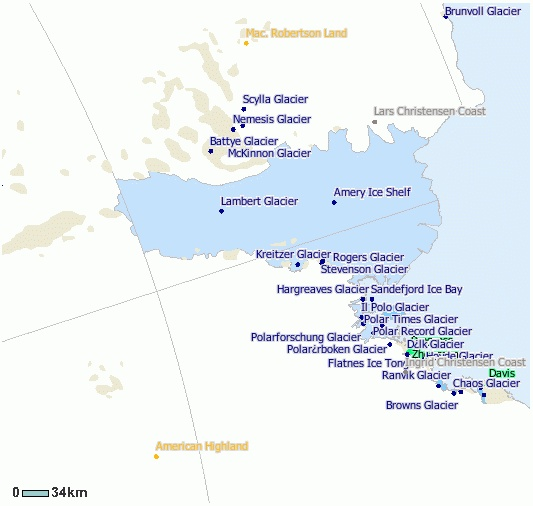
Lage des Lambertgletschers und des Amery-Schelfeises

Die Ruker-Provinz bildet eine geologische Einheit im Mac-Robertson-Land, das die über 2000 Meter (m) hohen südlichen Prince Charles Mountains bildet. Diese schließen an die südlichen Bereiche der nördlichen Prince Charles Mountains mit der Rayner-Provinz an. Die Ruker-Provinz ist zwei Terrane unterteilt mit einem 3390 bis 3250 mya alten granitisch-orthogneisischem Grundgebirge. suprakrustale Gesteinssequenzen unterschiedlicher Zusammensetzung bildeten sich ab 3200 mya. Tektono-thermale Ereignisse ereigneten sich zwischen 2790 und 2770 mya. Sedimentsequenzen aus sandsteinartigen und carbonatverwandten Gesteinen lagerten sich ab 2400 mya ab.
Beide Terrane werden durch den Lambert-Graben getrennt. Er stellt einen breiten ca. 1000 km langen intrakontinentalen Grabenbruch dar, der in die Prydz Bay mündet. Durch diesen fließt der Lambertgletscher. Der Lambert-Graben stand ursprünglich in Verbindung mit dem ostindischen Mahanadi-Graben bzw. Mahanadi-Becken in den Ostghats. Getrennt wurden sie während der Separierung Antarktikas von Groß-Indien.

#### Vestfold-Block

Lage von Princess Elizabeth Land
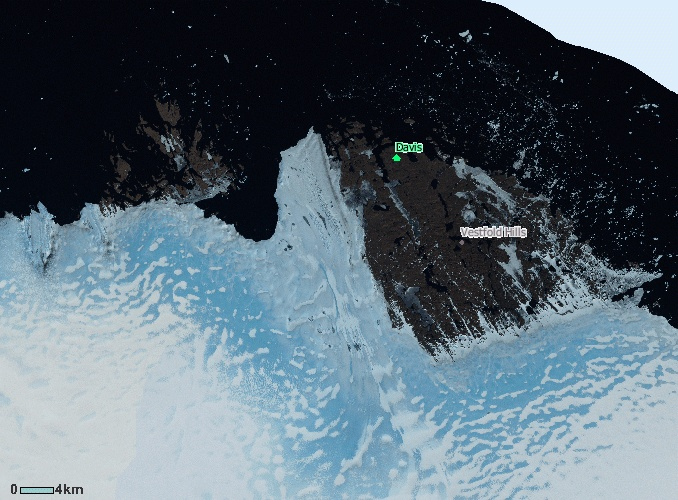
Landsat-Satellitenaufnahme der Vestfoldberge mit dem Sørsdal-Gletscher
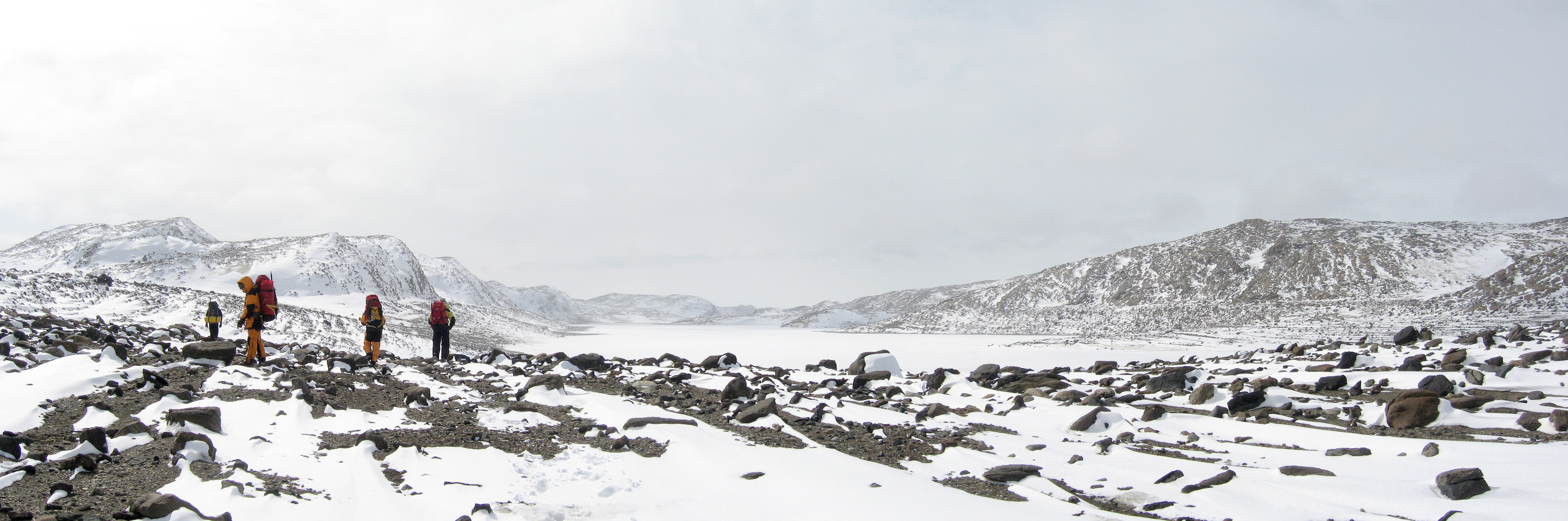
Blick von Norden auf den Stinear Lake und die Vestfoldberge

Der Vestfold-Block ist ein spätarchaisches kratonisiertes Terran in der Prydz Bay von Princess Elizabeth Land, von dem nur die Vestfoldberge aufgeschlossen sind. Diese erstrecken sich an der Nordseite des Sørsdal-Gletschers an der Ingrid-Christensen-Küste im westlichen Prinzessin-Elisabeth-Land. Der Gesteinsbestand setzt sich überwiegend zusammen aus Orthogneis-Komplexen sowie Suprakrustalen Ablagerungssequenzen. Alle unterlagen intensiven Deformationen und hochgradigen Metamorphosen ab 2501 mya. Die ältesten Protolithe datieren auf 2800 mya. Um 2460 mya wurde der Gneiskomplex aus 12 km Tiefe exhumiert. Der krustale Aufbau des Vestfold-Blocks unterscheidet sich von der angrenzenden Rauer-Inseln-Region und anderen benachbarten archaischen Terranen. Ursprünglich hatte der Vestfold-Block tektonischen Kontakt mit dem ostindischen Singhbhum-Kraton, welcher durch den Mahanadi-Graben von den Ostghats getrennt wird.

#### Rauer-Inseln
Die Rauer-Inseln bilden eine Gruppe felsiger Inseln vor der Ingrid-Christensen-Küste im Prinzessin-Elisabeth-Land. Sie liegen zwischen der Zunge des Sørsdal-Gletschers und der Ranvik-Bucht. Die Rauer-Inseln entwickelten sich vermutlich als spätpaläoproterozoischer orogener Gürtel. Seine Gesteine enthalten sowohl archaische als auch paläoproterozoische Krustenbestandteile. Die ältesten Protolithe kristallisierten um 3470 mya. Die tholeiitischen Gesteine bilden einen polydeformierten und metamorphierten Schichtkomplex. Weiterhin bildete sich eine Paragneissequenz aus überwiegend silicatartigem Gesteinsbestand. Deformationen und Metamorphosen erfolgten ab 1030 und ab 530 mya. Letztere ereigneten sich während der Formierung Ostgondwanas, wobei die Rauer-Inseln tektonischen Kontakt mit dem ostindischen Singhbhum-Kraton hatten.

#### Denman-Gletschergebiet

Lage vom Königin-Marie-Land
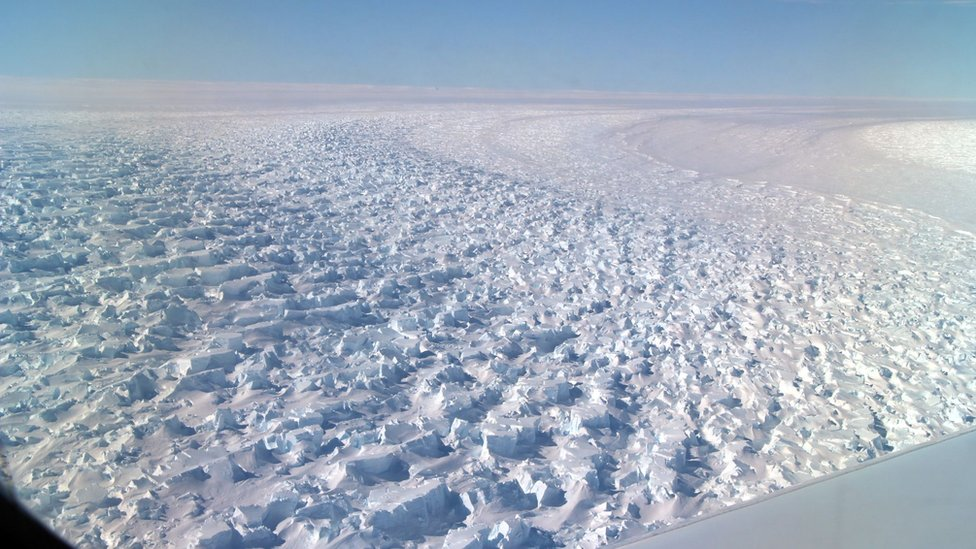
Luftbildaufnahme des Denman-Gletschers
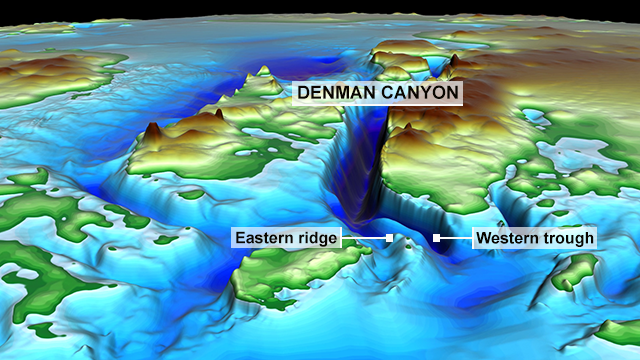
Gletscherbett unter dem Denman-Gletscher mit dem Denman-Canyon

Im Gebiet des Denman-Gletschers entwickelten sich nah benachbarte, aber unterschiedliche Krusteneinheiten.

##### Denman-Gneiskomplex
Westlich des Denman-Gletschers kommen im Königin-Marie-Land zwei Aufschlüsse von kleinflächigen, granitischen und tonalitischen Orthogneiskomplexen archaischen Alters vor. Die frühesten Protolithe kristallisierten um 3000 mya. Deformationen und hochgradige metamorphe Überprägungen erzeugten um 2890 mya Granulit-Fazies. Diese Gesteine sind deutlich älter als die umgebenden Vorkommen. Um 516 mya stiegen syenitische und granitische Intrusionen auf, verbunden mit lokaler Grünschiefer-Fazies. Diese kratonierten Othogneiskomplexe werden dem Crohn-Kraton zugerechnet. Australische Krustenblöcke bzw. Terrane, wie der Gulden Draak Knoll, der Batavia Knoll und das Naturaliste Plateau weisen gewisse Affinitäten zu dem Denman-Gneiskomplex auf.

##### Bunger Hills

Lage der Knox-Küste
Lage von Wilkesland
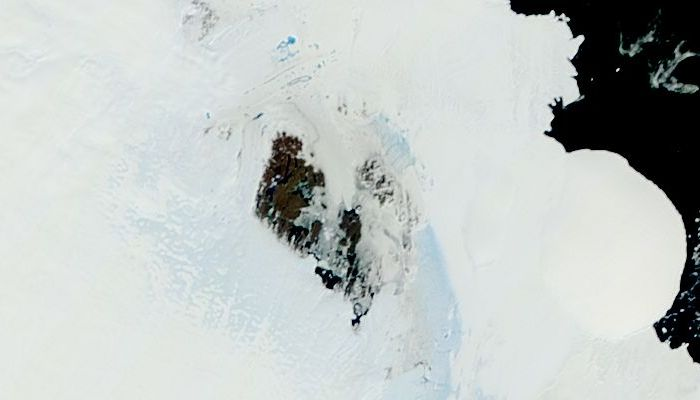
MODIS-Satellitenaufnahme der Bunger Hills
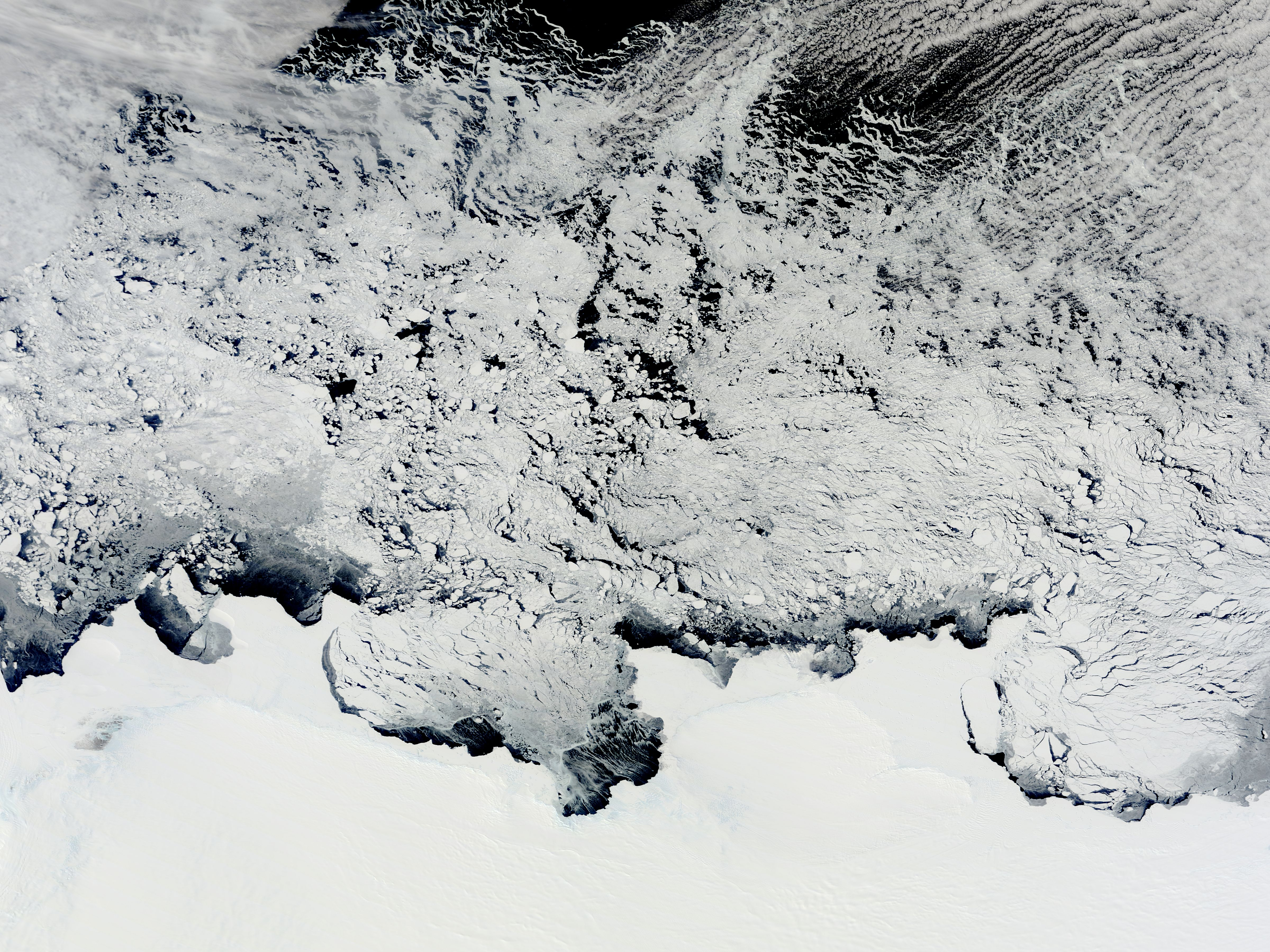
MODIS-Satellitenaufnahme der Knox-, Budd- und Sabrina-Küsten

Östlich des Denman-Gletschers erstrecken sich die Bunger Hills. Sie bilden relativ flache Hügel an der Knox-Küste von Wilkesland und erstrecken sich ca. 150 km nordostwärts vom Kap Jones. Mit den südwestlich liegenden Obruchev Hills und dem nordöstlich angrenzenden Highjump-Archipel werden sie zu einer geologisch verwandten Einheit zusammengefasst. Sie bestehen überwiegend aus hochgradig metamorph überprägten Orthogneisen, Die Protolithe der hochgradig metamorph überprägten Orthogneisen nahmen ab 1700 mya Platz. In den Obruchev Hills wurden 2640 mya alte magmatische Protolithe nachgewiesen. Die stärkste Metamorphose trat um 1190 mya auf. Ab 1170 mya intrudierten Plutonite und Dykes. Um 500 mya folgten weitere Dyke-Intrusionen. Geochronologische Ähnlichkeiten im australischen Albany-Fraser-Orogen deuten auf eine Kollision zwischen dem Yilgarn-Kraton und ostantarktischen Krusten hin. Eine andere Hypothese besagt, dass sich das Gebiet der Bunger Hills als vulkanische Inselbögen an einem aktiven Kontinentalrand bildeten und anschließend mit Westaustralien kollidierten.

#### Windmill-Inseln

Lage der Budd-Küste
Karte vom Law Dome

Die Windmill-Inseln bilden einen Archipel aus zahlreichen Halbinseln, Inseln und Nunatakker an der Budd-Küste zwischen dem Law Dome und dem Vanderford-Gletscher. Das mesoproterozoische Gesteinsspektum besteht überwiegend aus einer suprakrustalen Sequenz mit verschiedenartigen Graniten und Gneisen sowie Metasedimenten. Diese bilden die Windmill Metamorphics, die sich von 1370 bis 1240 mya in nördlichen Bereichen entwickelte. In mittleren und südlichen Bereichen entstanden zwischen 1205 und 1150 mya die Ardery Charnockite sowie einzelne Granite und Dykeschwärme. In lokalen Zonen fanden verschiedengradige metamorphe Überprägungen statt. Der Zeitraum der Ardery Charnockite-Bildung und die metamorphen Prozesse korrelieren mit denjenigen im australischen Albany-Fraser-Orogens, woraus auf Kollisionsprozesse geschlossen wird.

#### Miller Range

Lage vom Ross-Nebengebiet
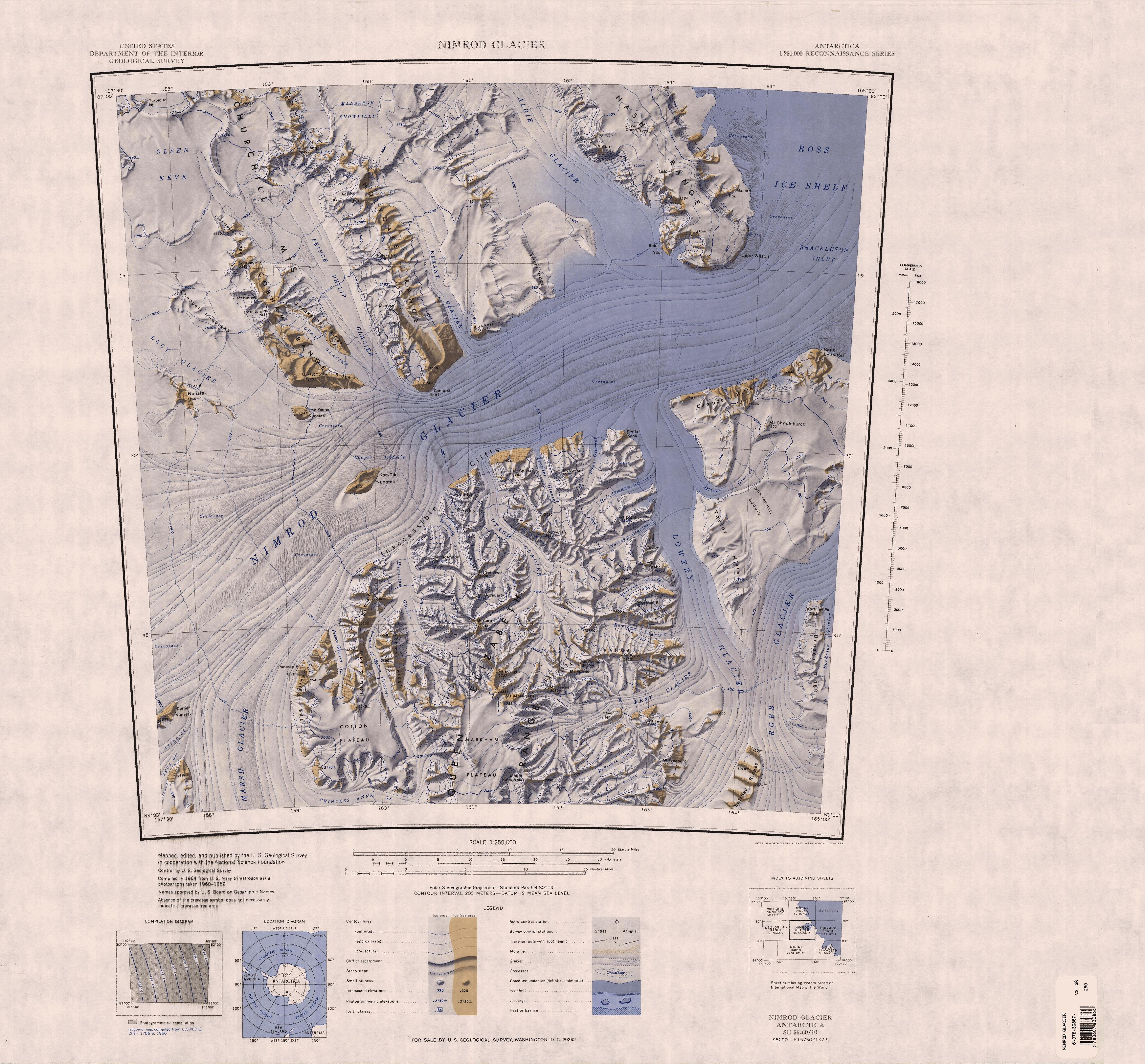
Karte mit dem Nimrod-Gletscher
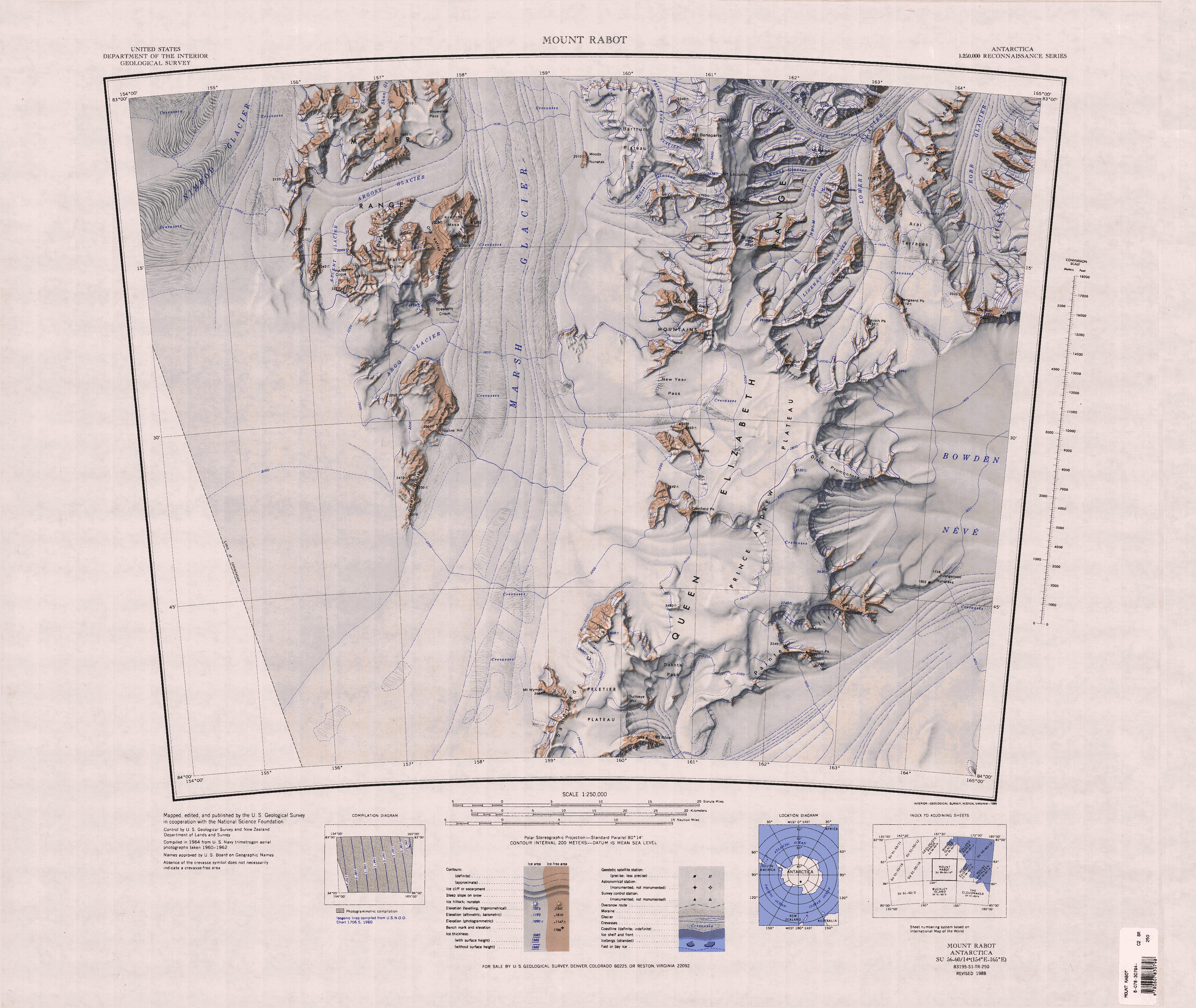
Karte mit dem Marsh-Gletscher in der Mitte

Die Miller Range ist ein Gebirgszug im Ross-Nebengebiet, der sich ca. 80 km am zentralen Bereich des Transantarktischen Gebirges vom Nimrod-Gletscher bis entlang der Westflanke des Marsh-Gletschers erstreckt. Die bedeutendste geologische Einheit stellt die Nimrod Group dar, die mit zu den anfänglichen Krustenblöcken des Mawson-Kratons gehörte. Deren Gesteinsspektrum besteht überwiegend aus unterschiedlich zusammengesetzten Paragneisen, verschiedenartigen Orthogneisen und geringanteiligen Eklogiten. Die ältesten magmatischen Zirkone sind 3290 mya alt. Deformationen und metamorphose Überprägungen ereigneten sich mehrfach. Um 1730 mya intrudierte ein Orthogneis während der Nimrod-Kimban-Orogenese (siehe auch → Nimrod-Kimban-Orogenesen). Diese war ein wesentlicher Prozess, der zur Formierung des Mawson-Kratons führte. Zwischen 550 und 475 mya folgten weitere Metamorphosen, die im Zusammenhang mit der Bildung des Ross-Orogens stehen.

#### Bertrab-, Littlewood- und Moltke-Nunataker

Lage vom Coatsland

Im Prinzregent-Luitpold-Land kommen die benachbarten winzigen Aufschlüsse der Bertrab-, Littlewood- und Moltke-Nunataker vor. Die beiden ersteren bestehen aus ca. 1100 mya alten, flach abgelagerten, unmetamorphierten Magamtiten und Vulkaniten. Der Moltke-Nunataker ist jedoch aus verschiedenartigen Metasedimenten aufgebaut, deren Alter auf größer als 1100 mya angenommen wird, da seine Gestehung keine Deformationen in den beiden anderen Nunataker hervorriefen. Vermutlich gehören diese Nunataker zu einem Mikrokontinent, der als Coatsland-Block bezeichnet wird (Einzelheiten siehe auch → Maud-Gürtel). Nach der Separierung Antarktikas vom afrikanischen Kaapvaal-Kraton verblieben der Coatsland-Block sowie der Grunehogna-Kraton in Ostantarktika.

### Orogene Gürtel
Orogene Gürtel Ostantarktikas entwickelten sich überwiegend aus Kollisionen von Krusteneinheiten, deren Entwicklungshistorie bis ins Archaikum zurückreichen. Die orogene Gürtelbildung führte u. a. zur Bildung von Faltengebirgen und erstreckt sich überwiegend vom Zeitraum der Formierung Rodinias (siehe auch → Grenville-Orogenese) bis zur Kuunga-Orogenese. Letztere ereignete sich während der Kollision von Afrika mit Ostgondwana (siehe auch → Pan-Afrikanische Orogenese und Ostgondwana). Dabei bildeten sich u. a. Faltengebirge bzw. orogene Gürtel unterschiedlicher Ausprägung.

#### Pinjarra-Orogen

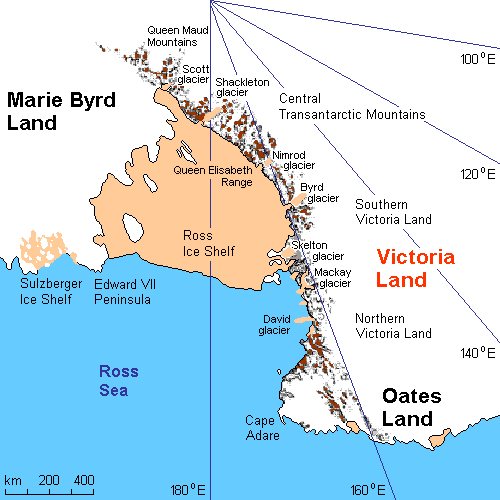
Lage von Viktorialand
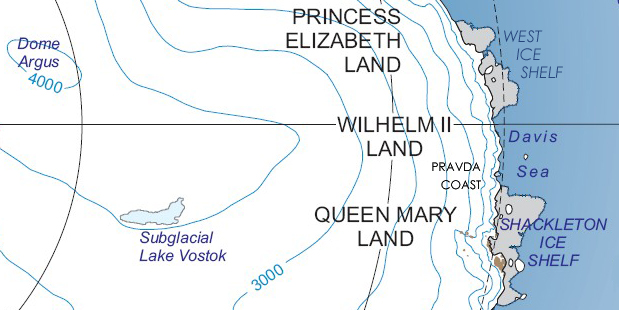
Lage vom Wostoksee

Kurz nach der Bildung der Darling Fault (Einzelheiten siehe → Darling Fault) setzte die Inversion dieser Bruchzone ein. Sie führte zur Kollision des östlichen Randes des Indischen Subkontinents bzw. Groß-Indien mit dem Crohn-Kraton. Das Pinjarra Orogen, das heute nur am Rand Westaustraliens mit einer Länge von 1000 km aufgeschlossen ist, wurde durch diese Kollision aufgefaltet und stellt eine Geosuturzone dar. Es entwickelte sich entlang der Darling Fault. Mittels Fernerkundungsmethoden sowie anhand Daten von spärlichen Aufschlüssen konnte der ostantarktische Ast des Pinjarra-Orogens rekonstruiert werden, wodurch auch ein Verlauf nahe dem Wostoksee angenommen wird. Das mutmaßliche indische Segment ist wahrscheinlich unter dem Himalaya verborgen. Die Orogenese erfolgte zwischen 1090 und 1020 mya während der Formierungsphase des Superkontinents Rodinias. Von 650 bis 520 mya wurde der Gebirgszug im Rahmen der Gondwana-Bildung erneut tektono-thermisch beeinflusst.

#### Maud-Gürtel

Lage vom Königin-Maud-Land
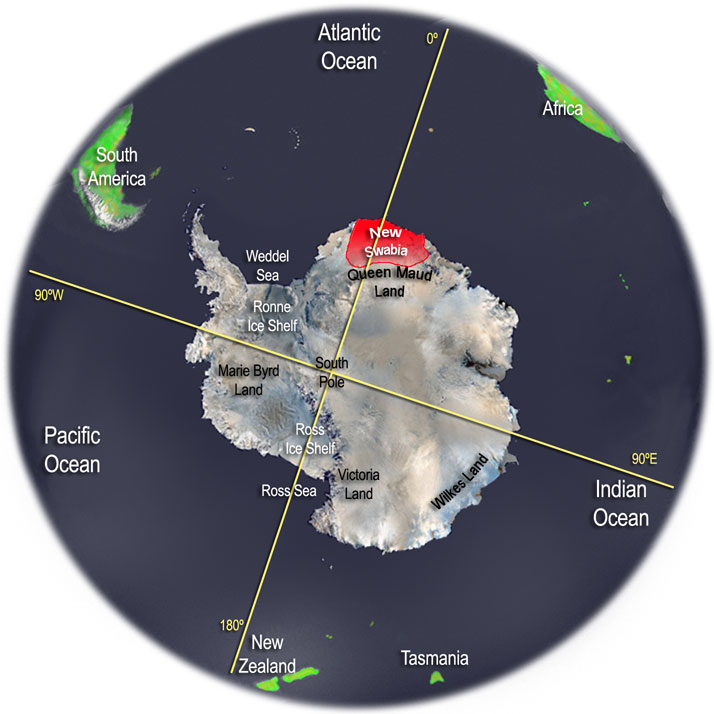
Lage vom Neuschwabenland
Lage vom Yamato-Belgica-Komplex

Der Maud-Gürtel ist ein hochgradig polydeformierter, metamorpher orogener Gürtel. Er nimmt eine Schlüsselposition hinsichtlich der Formierung und dem Zerfall von Rodina und Gondwana sowie des Kontinents Ostantarktikas ein. Er verläuft ca. 4500 km bogenförmig am Kontinentalrand vom Coatsland im Südwesten bis zum östlichen Königin-Maud-Land. Die geodynamische Entwicklung umfasst einen Zeitraum vom Mesoproterozoikum bis zum Neoproterozoikum und im Kambrium. Er kann in drei geologische Großprovinzen aufgeteilt werden.
Die westliche Provinz bildet den Coatsland-Blocks mit den Bertrab-, Littlewood- und Moltke-Nunataker im Prinzregent-Luitpold-Land. (Einzelheiten siehe → Bertrab-, Littlewood- und Moltke-Nunataker). Er wurde zwischen dem Kaapvaal-Kraton und dem Crohn-Kraton eingeklemmt. Dabei bildete sich der Maud-Natal-Gürtel als Geosutur zwischen dem Grunehogna-Kraton und dem Crohn-Kraton aus. Nach dem Zerfall Gondwanas verblieben die beteiligten Krustenblöcke in Ostantarktika. Aus Gesteinsanalysen wurde geschlossen, dass die westliche Maud-Provinz ursprünglich mit dem Ostafrikanischen Orogen in Verbindung stand und die nordöstliche Fortsetzung des afrikanischen Namaqua-Natal-Gürtels bildete.
Die zentrale Provinz erstreckt sich überwiegend von Heimefrontfjella im Neuschwabenland bis zur Schirmacher-Oase. Sie entwickelte sich in einem Subduktionsregime aus einer Ansammlung unterschiedlicher Inselbogenkomplexe. Die Protolithalter datieren um 1170 mya. Ab 1090 mya traten metamorphe Überprägungen auf. Während der Gondwana-Bildung fand um 550 mya ein weiteres orgenes Ereignis statt. Es wird der Kuunga-Orogenese zugeordnet. Die metamorphen Prozesse korrelieren mit denjenigen im Vijayan-Komplex und Wanni-Komplex von Sri Lanka und der Rayner-Provinz.
Die östliche Provinz setzt sich zusammen aus dem Sør-Rondane-Gebirge und dem Yamato-Belgica-Komplex. Sie besteht hauptsächlich aus verschiedenen Magmatiten, die zwischen 1000 und 500 mya datieren. Metamorphosen und weiterer Magmatismus traten um 535 mya auf.

#### Lützow-Holm-Komplex

Lage der Sôya Coast

Der Lützow-Holm-Komplex ist ein orogener Gürtel, der sich am meeresseitigen Rand vom Königin-Maud-Land erstreckt, beginnend am östlichen Ende der Kronprinz-Olav-Küste, wo er die Rayner-Provinz anschließt. Von dort verläuft er bis zur Gebirgsgruppe der Sør Rondane. Der Lützow-Holm-Komplex wird als eine als Ansammlung von drei Inselbogenterranen angesehen. Das älteste entstand im Neoarchaikum um ca. 2500 mya entlang der Prinz-Harald-Küste. In zentralen Bereichen entwickelte sich das paläoproterozoische ca. 1800 mya alte Terran an der Sôya Coast. Dieses stellt den nordöstlichen Abschnitt der Lützow-Holm-Bucht dar. Im Neoproterozoikum bildete sich um ca. 1.000 mya entlang der Kronprinz-Olav-Küste die dritte Krusteneinheit. Während des späten Neoproterozoikums kollidierten diese Inselbogenterrane zwischen 600 und 500 mya während Kuunga-Orogenese.

#### Rayner-Provinz

Lage vom Kempland
Lage vom Enderbyland
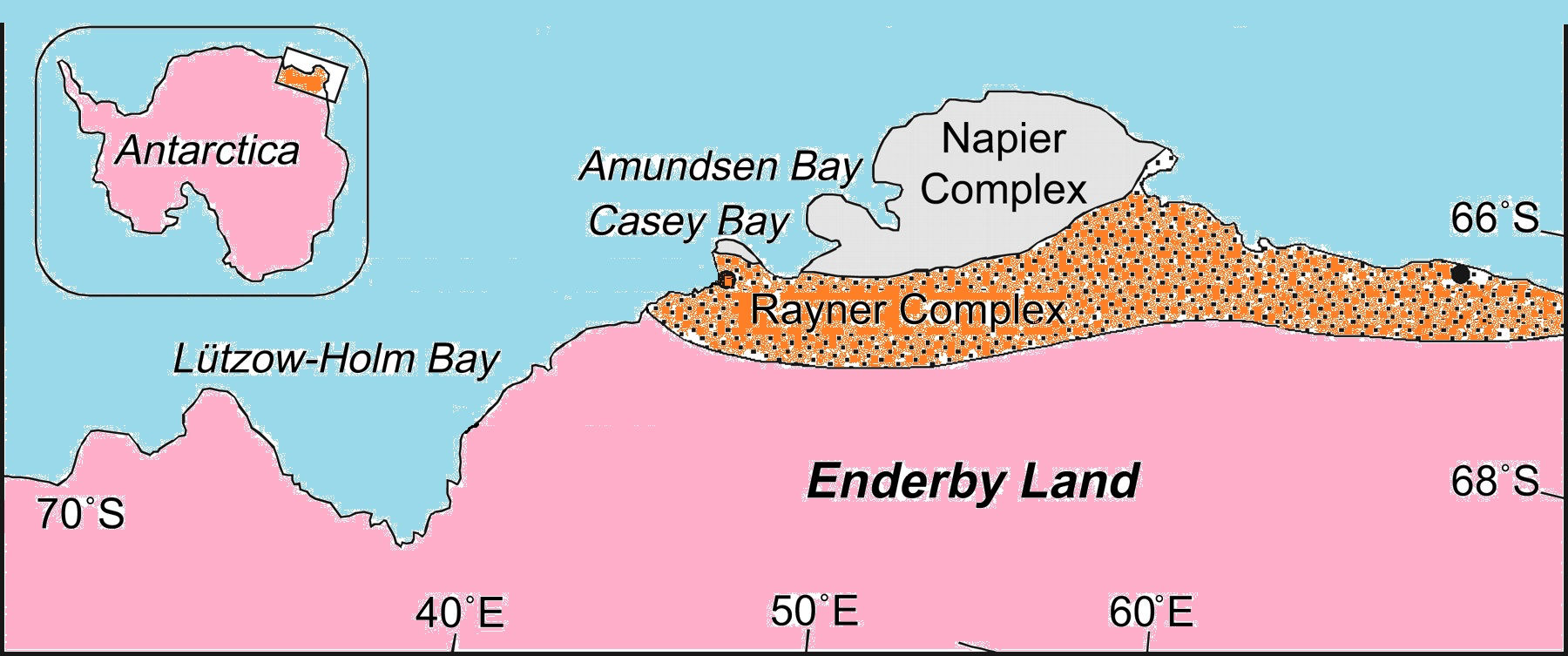
Lage der Rayner-Provinz

Die Rayner-Provinz, auch Rayner-Komplex genannt, kommt im Enderbyland, Kempland und in den nördlichen Prince Charles Mountains vom Mac-Robertson-Land vor. Vorgelagert ist der Napier-Komplex. Sie stellt einen orogenen Gürtel dar, der sich infolge der Kollision von paläoproterozoischen Inselbogenterranen und archaischen Blöcken zwischen 2400 und 1500 mya entwickelte. Tektono-magmatische Prozesse ereigneten sich zwischen 1400 und 1200 mya sowie 950 mya und ab 550 mya. Letzteres entspricht dem Zeitraum der Kollision von Ostantarktika mit Groß-Indien, während der die Rayner-Provinz tektonischen Kontakt mit den Ostghats hatte. Das Gesteinsspektrum besteht überwiegend aus hoch bis mittelgradig metamorph überprägten magmatischen Gesteinen sowie einem suprakrustalen Gesteinspaket, das zwischen 990 und 900 mya auf dem Grundgebirge abgelagert wurde.

#### Ross-Orogen
Das Ross-Orogen bildete sich zwischen 580 und 480 mya infolge von Konvergenzen zwischen paläopazifischer ozeanischer und antarktischer kontinentalen Lithosphärenplatten am seinerzeitigen östlichen Rand Ostantarktikas aus. Diese Prozesse werden der Terra Australis-Orogenese zugeordnet. Dieses Orogen bildete eines der größten Gebirgszüge im späten Neoproterozoikum bis zum Phanerozoikum mit einer Länge von ca. 3500 km. In der heutigen Geographie Ostantarktikas erstreckt es sich vom nördlichen Viktorialand am Rossmeer bis zum Weddellmeer. Damit entspricht es etwa dem Verlauf des Transantarktischen Gebirges, das jedoch erst ab 65 mya auf dem Grundgebirge des Ross-Orogens entstand. Infolge lang andauernder Erosionen bildeten sich oft flache, undeformierte Rumpfflächen bzw. Ebenen, auf denen sich mächtige Sedimentpakete ablagerten, die z. B. die Beacon Supergroup bildeten.

#### Transantarktisches Gebirge

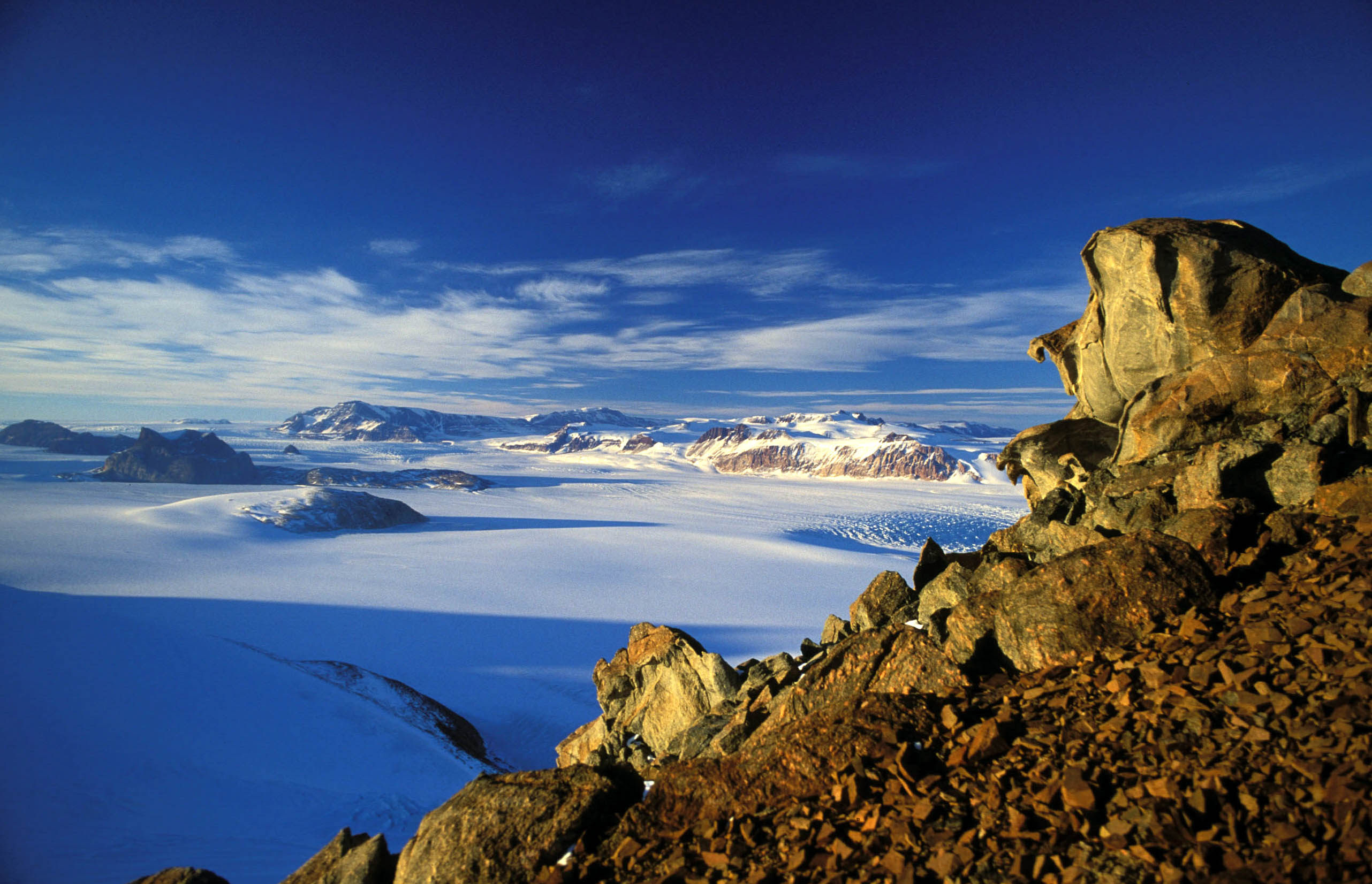
Transantarktisches Gebirge im nördlichen Victorialand
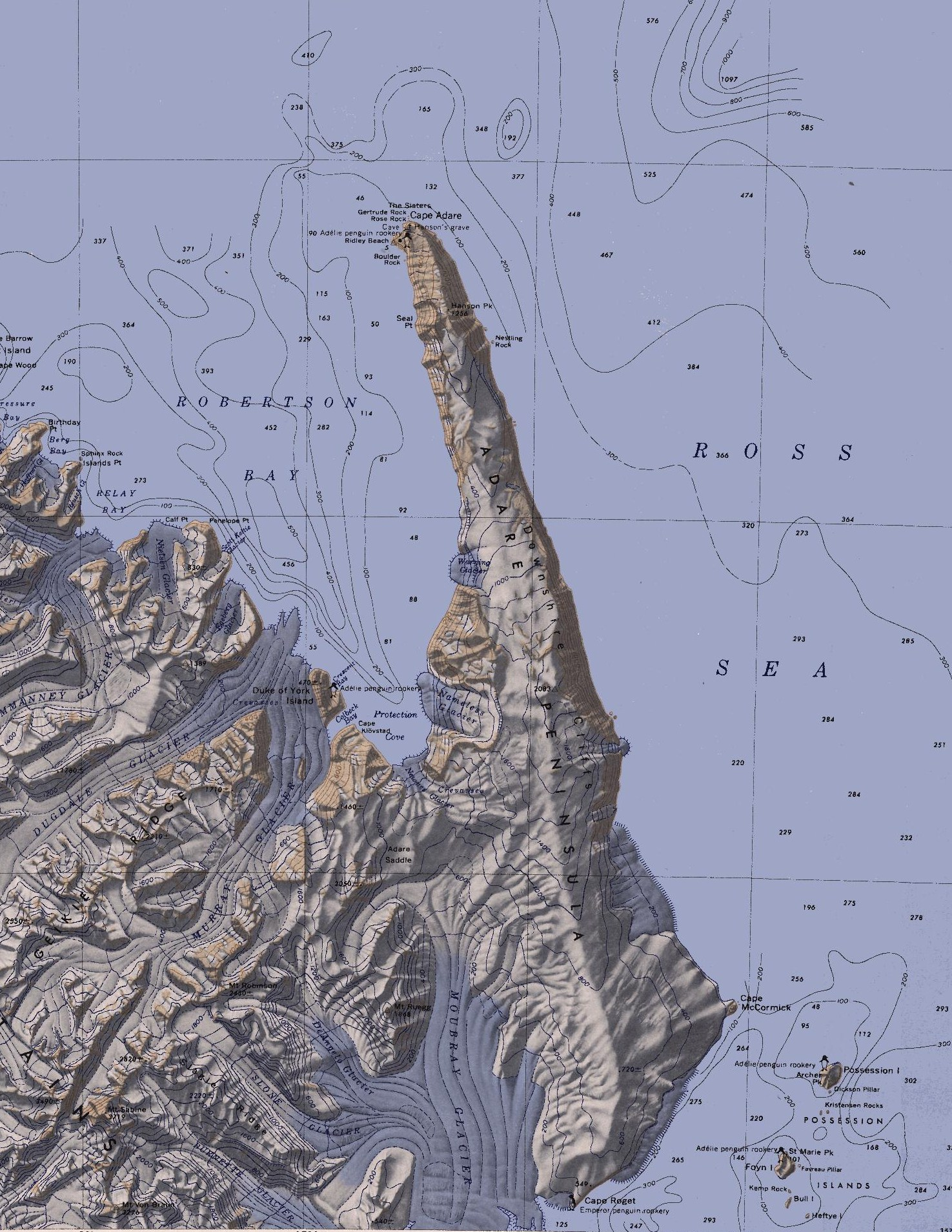
Adare-Halbinsel mit dem Kap Adare
Lage und Erstreckung vom West Antarktic Rift System
Karte vom West Antarctic Rift
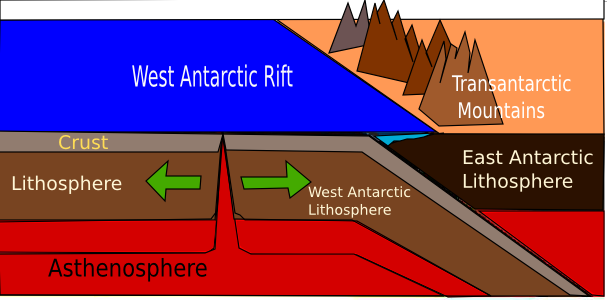
Tektonische Prinzipdarstellung vom West Antarktic Rift System und Transantarktischen Gebirge

Das Transantarktische Gebirge (TAG) erstreckt sich mit einer Länge von ca. 3500 km vom Kap Adare an der Adare-Halbinsel im Südosten von Viktorialand bis zum Coatsland im Nordosten. Der Gebirgszug durchquert zwischen dem Rossmeer und dem Weddellmeer den gesamten Kontinent Antarktika. Es besteht aus einem Grundgebirge, das von Gesteinen des Ross-Orogens gebildet wird, und aufliegenden suprakrustalen Sequenzen der Beacon Supergroup. Die thermo-tektonische Geschichte des TAG kann bis zum späten Jura zurückgeführt werden. Eine wesentliche Rolle spielte dabei die Öffnung des West Antarktic Rift Systems. Dieses besteht aus einer Reihe von Rift-Tälern zwischen Ost- und Westantarktika. Seine Entwicklung ist auf die Ausdünnung der Lithosphäre zwischen Ost- und Westantarktis zurückzuführen. In der späten Kreide um 65 mya begann die Hauptphase der Krustendehnung und -ausdünnung, der im frühen Känozoikum weiter südlich Ozeanbodenspreizung vom Adare Trough bis in die kontinentale Kruste unter dem westlichen Rossmeer folgte. Sie waren wahrscheinlich die Auslöser für die Biegungsaufwölbung (Flexural uplift) der ostantarktischen Lithosphäre, die zwischen 7 und 10 km emporgehoben wurden und damit Ursache für die Bildung des TAG. Dieser stellt demnach einen Gebirgszug dar, der nicht infolge konvergierender Lithosphärenplatten entstand.

#### Shackleton Range

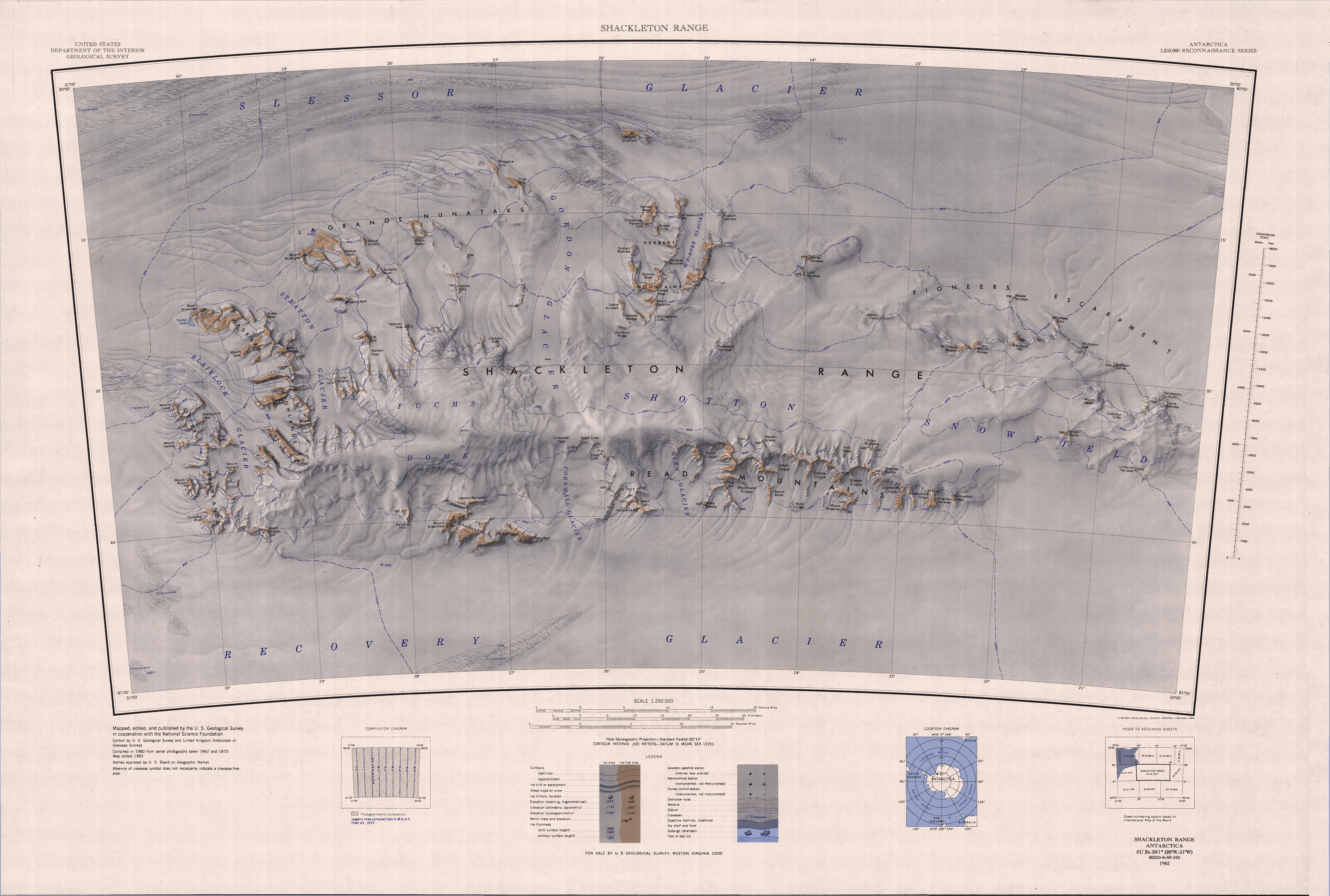
Kartenblatt der Shackleton Range
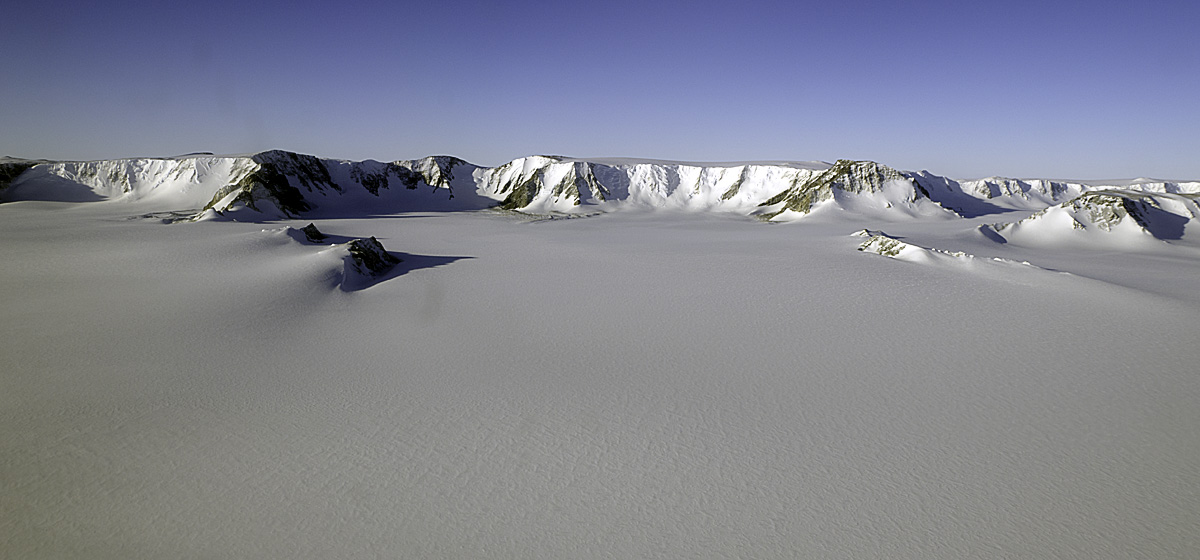
Teilansicht auf die Shackleton Range
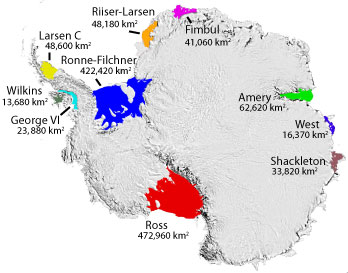
Lage vom Filchner-Ronne-Schelfeis

Die Shackleton Range erstreckt sich aufgeschlossen über eine Distanz von ca. 240 km vom südöstlichen Ende des Filchner-Ronne-Schelfeises in östliche Richtung mit einer maximalen Nordsüd-Ausdehnung von ca. 70 km. Die Aufschlüsse treten größtenteils im Coatsland zu Tage. Der übrige Bereich ist weitgehend unter Gletschern vorborgen.
Die Shackleton Range kann in drei größere geologische Einheiten untergliedert werden: (1) dem kratonischen spätpaläoproterozoischem bis mittlerem mesoproterozoischem gneisischen Grundgebirge der Read Group und seine sedimentäre Überdeckung der Watts-Needle-Formation. Die Read Group tritt in den Read Mountains zu Tage. Die nachfolgende Erosion legten die alten Gesteine der Read Mountains als geologisches Fenster frei. (2) die allochthone (ortsfremde) Mount Wegener-Tektonische Decke, bestehend aus dem spätmesoproterozoischen Grundgebirge der Stephenson-Bastion-Formation, der Wyeth-Heights-Formation sowie deren kambrischen Überdeckung durch die Mount Wegener-Formation und (3) die nördliche Shackleton Range mit dem Grundgebirge der Pioneers-Gruppe und der Stratton-Gletscher-Gruppe sowie den Sedimentablagerungen der vermutlich allochthonen Haskard-Highlands-Formation und der Blaiklock-Gletscher-Gruppe. Die sedimentären Ablagerungen bzw. Formationen datieren auf das mittlere bis späte Neoproterozoikum. Die nördlichen Einheiten wurden während Kuunga-Orogenese im Rahmen der Formierung Gondwanas über die südlichen geschoben und unterschiedlich metamorph überprägt.

### Sedimentäre Deckgebirge

#### Beacon Supergroup

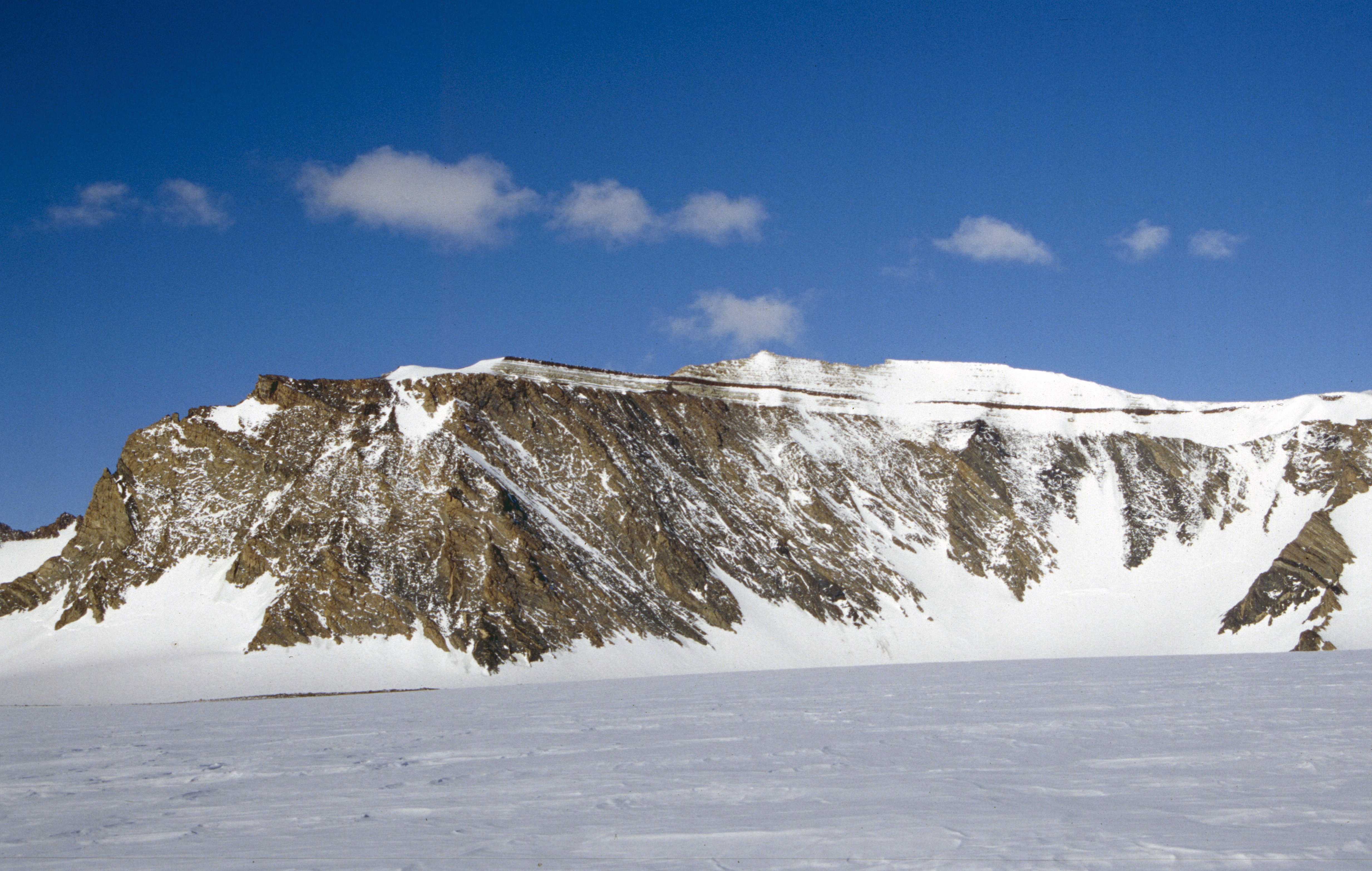
Sandsteinaufschlüsse der Beacon Supergroup mit einem dunklen Basalt-Lagergang auf dem metamorphen Grundgebirge
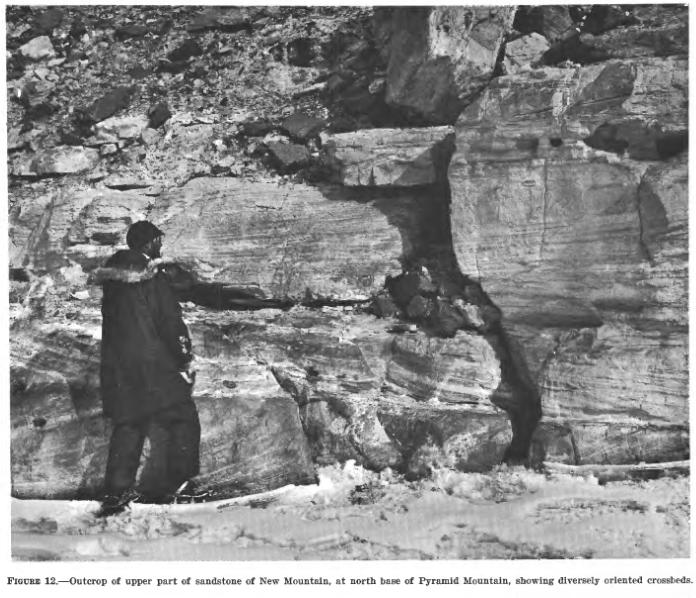
Kreuzgeschichtete Sandsteine in der Beacon Supergroup
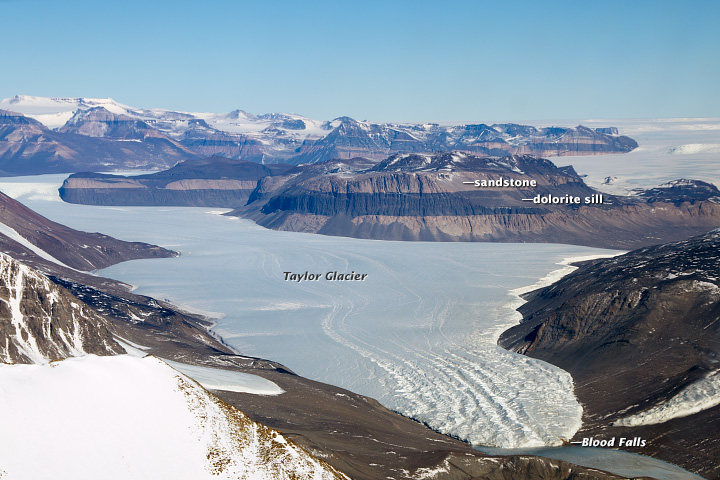
Luftbildaufnahme der Beacon Supergroup im Taylor Valley des Viktorialands mit Diabas- bzw. Dolerit-Lagergängen
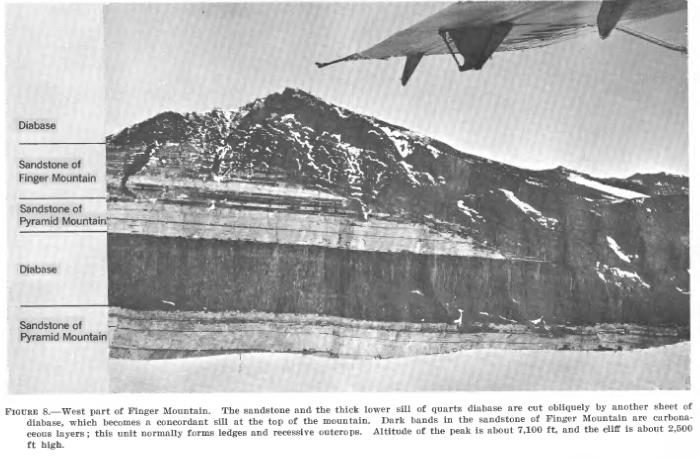
Beacon Supergroup mit Diabas- bzw. Dolerit-Lagergängen und Sandsteinschichten

Die Beacon Supergroup ist die größte sedimentäre Ablagerungssequenz Antarktikas. Sie bildet ein weit verbreitetes Deckgebirge auf Grundgebirgseinheiten Ost- und Westantarktikas. Aufschlüsse treten zu Tage vom ostantarktischen Georg-V.-Land, Viktorialand bis zum Gebiet des Lambertgletschers im Mac-Robertson-Land sowie im westantarktischen Queen Elizabeth Land und im Ellsworthgebirge. Die bis zu 4 km mächtige Ablagerungssequenz besteht überwiegend fluviatilen verschiedenartigen Sandsteinen, unterschiedlichen Konglomeraten und lokal dünnen Kalksteinschichten. Sie wurde regional von Magma-Lagergängen und Vulkaniten durchdrungen sowie von mächtigen Flutbasaltlagen der Ferrar-Magmaprovinz überdeckt. Der Ablagerungszeitraum reicht vom Devon um 400 mya bis zum frühen Jura um 180 mya. Besonderheiten bilden permokarbone Tillite und Diamiktite in Kombination mit Kritzungen (Gletscherschrammen) sowie permische Kohleflöze. Sie weisen auf einen raschen paläoklimatischen Wechsel von kaltzeitlichen zu humiden Verhältnissen hin. In Sandsteinschichten sind zahlreiche Körper- und Spurenfossilien enthalten, deren weite globale kontinentale Verbreitung zur Hypothese des Großkontinents Gondwana beitrugen.

#### Ferrar-Magmaprovinz
Die ostantarktische Ferrar-Magmaprovinz ist Bestandteil der Karoo-Ferrar-Magmaprovinzen, die vermutlich ihre Ursache in einer großvolumigen Mantelkonvektion und/oder dem Aufsteigen eines Mantelplumes im Bereich der Weddell triple junction angesehen. Als Folge der großen Magmafreisetzungen traten nachhaltige Schädigungen der Ökologie auf, die mit zum großen Massenaussterben an der Trias-Jura-Grenze führten.

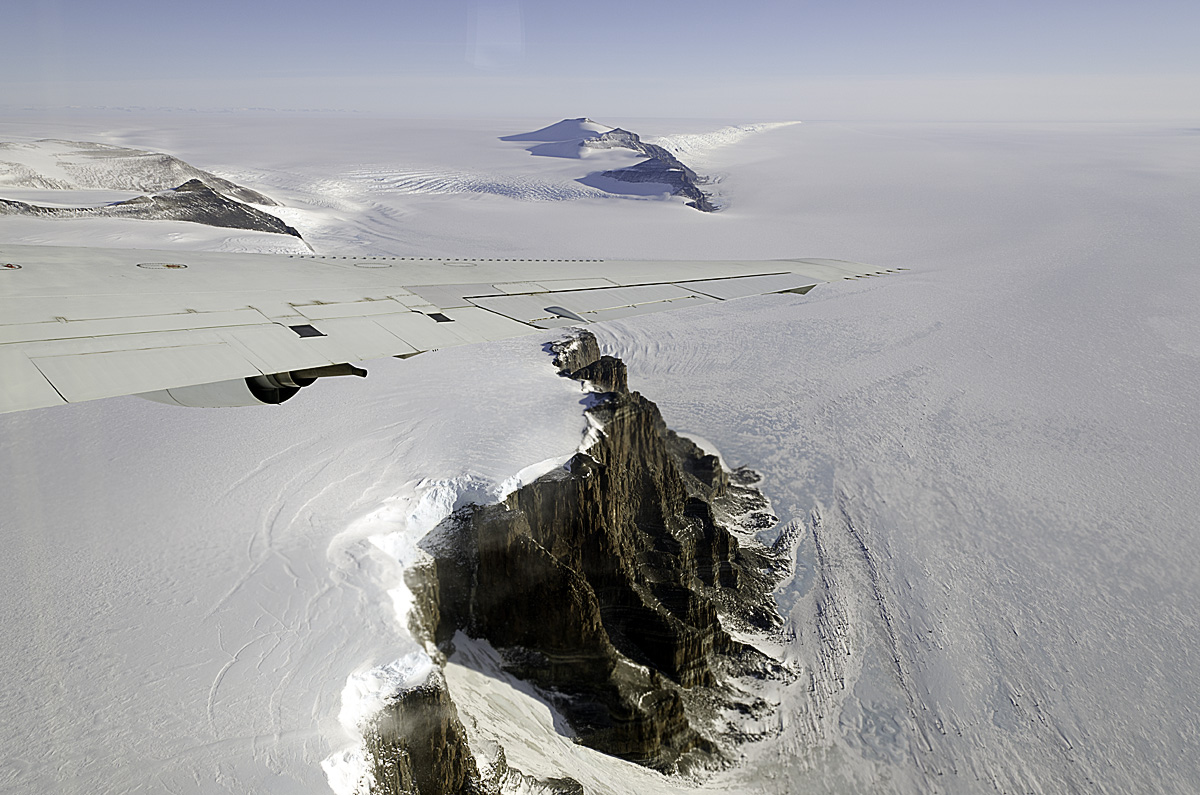
Aus den Eis ragende Felsformationen der Theron Mountains
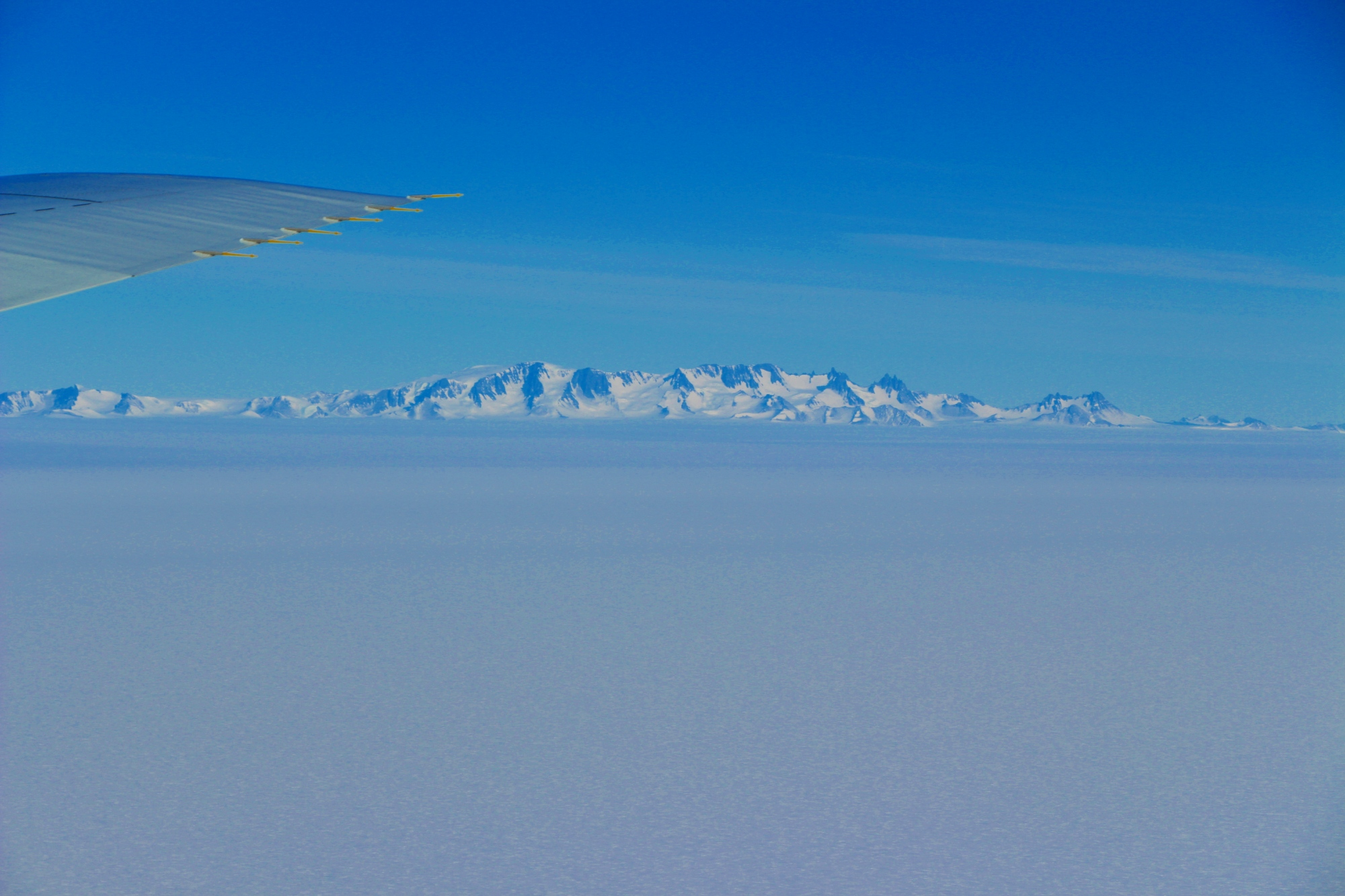
Dufek-Massiv in den Pensacola Mountains
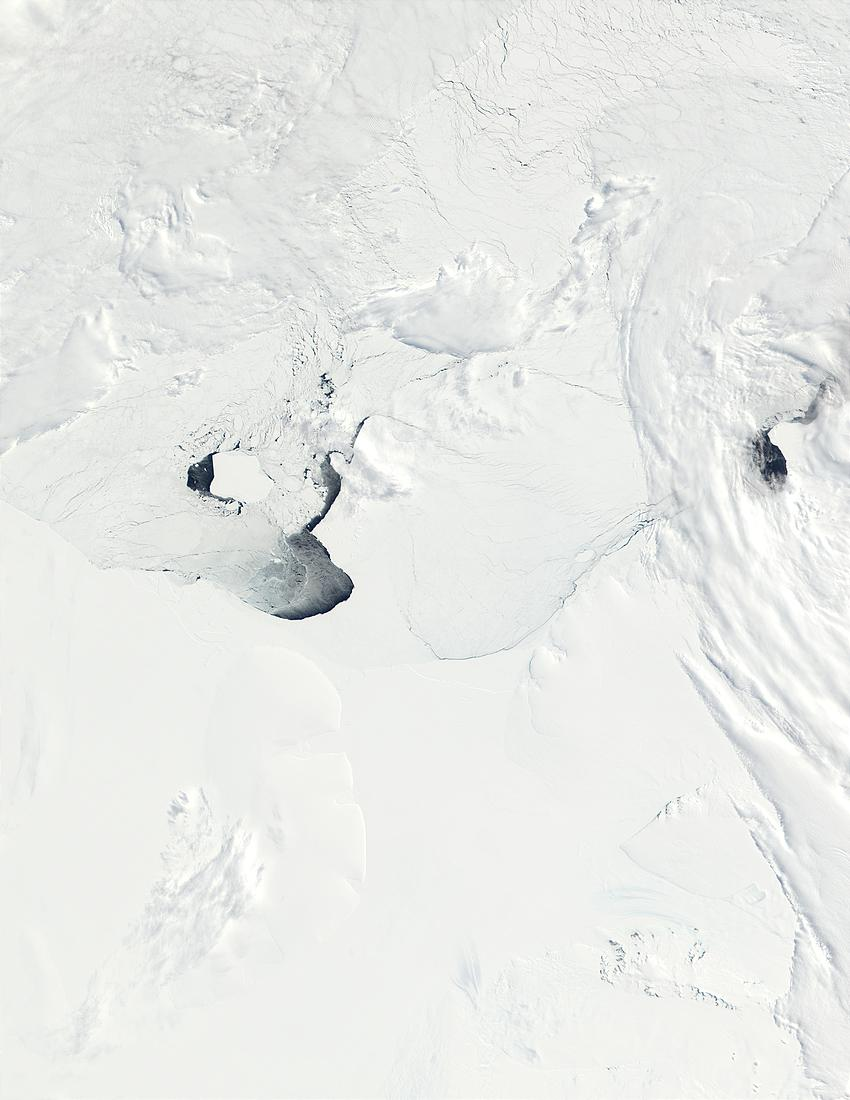
Satellitenaufnahme des Filchner-Ronne-Schelfeises
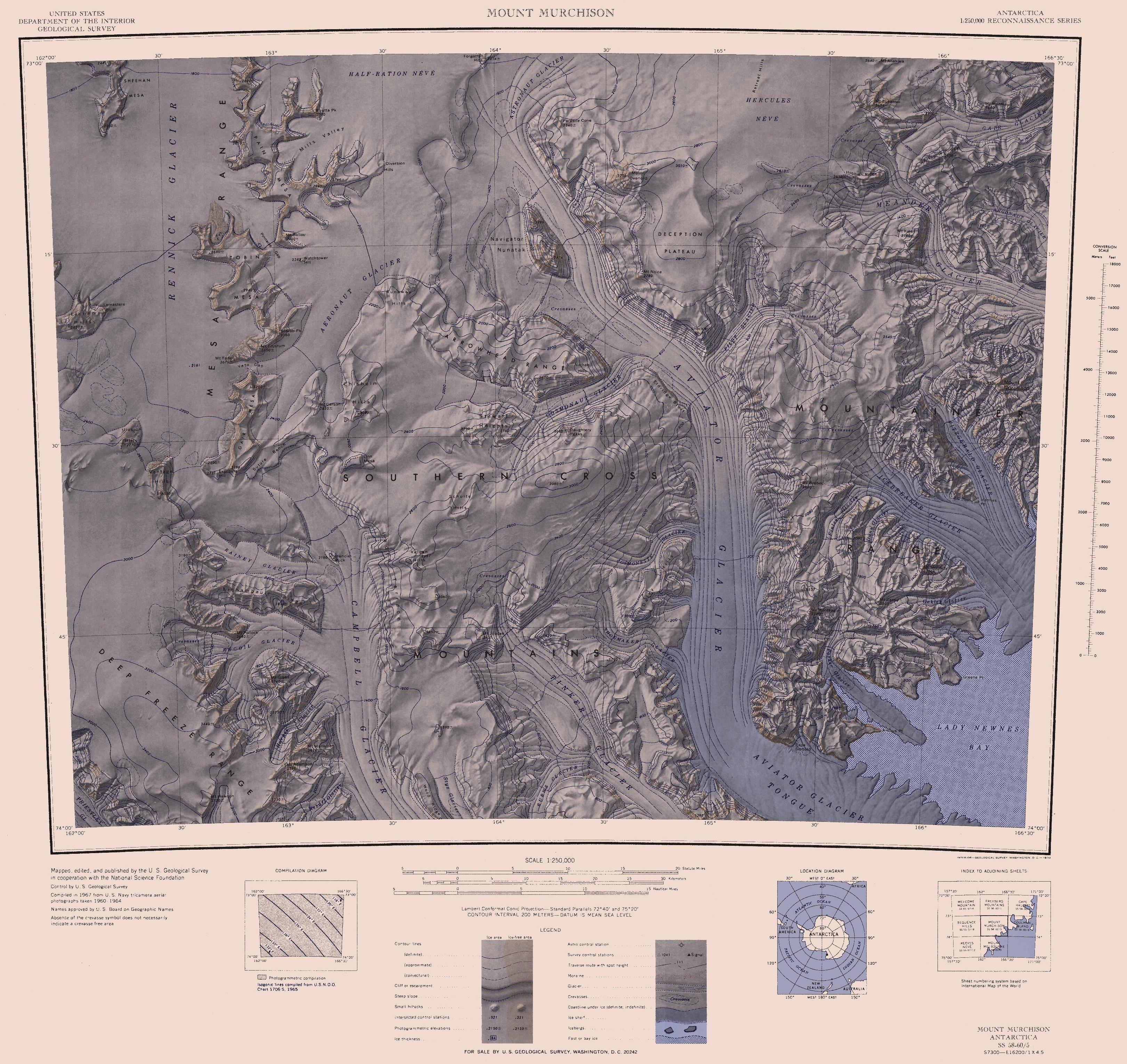
Karte der Mesa Range (im Nordwesten) sowie der Southern Cross Mountains und Mountaineer Range

Im Unterjura entstand entlang des Ross-Orogens bzw. des heutigen Transantarktischen Gebirges zwischen den Theron Mountains im Coatsland und dem Horn-Bluff-Kliff vor der Georg-V.-Küste eine lang gestreckte aktive Dehnungszone. In dieser entwickelte sich die Ferrar-Magmaprovinz. Sie umfasst im Wesentlichen die Dufek-Intrusion, die Ferrar-Dolerite, verschiedenartige Vulkanite und die Kirkpatrick-Basalte. Sie bilden die Ferrar-Supergruppe. Die Magmen drangen überwiegend in das Grundgebirge des Ross-Orogens entlang des paleopazifischen Gondwana-Randes ein. Die meisten Magmen intrudierten jedoch in Suprakrustale Gesteine, wie die Sandsteinschichten der Beacon Supergroup. Da seinerzeits der Kaapvaal-Kraton tektonischen Kontakt mit dem Grunehogna-Kraton hatte, breiteten sich auch Teile von Karoo-Magmen in Teilen vom Königin-Maud-Land im Neuschwabenland sowie im vorgelagerten unterseeischen Explora Escarpment aus. Diese Basalte haben ähnliche geochemische Signaturen wie die afrikanischen tholeiitsche Basalte und Pikrite im Bereich der Batoka-Formation und der Lebomboberge.

## Antarktischer Eisschild

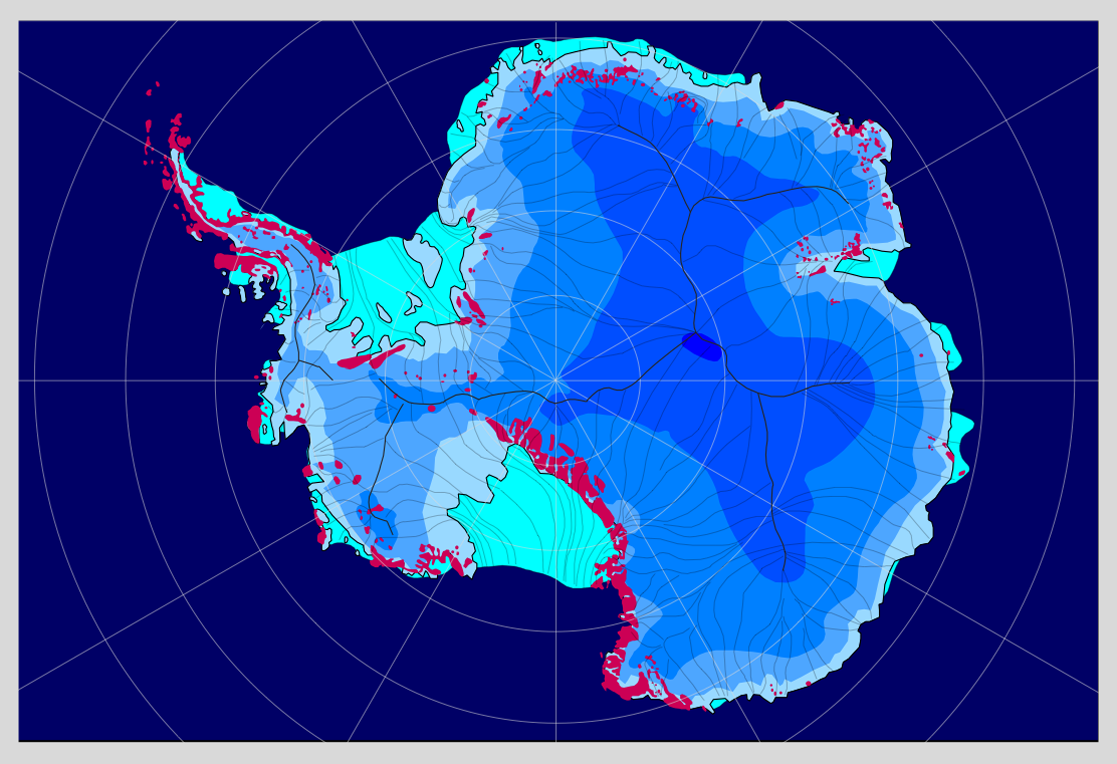
Ausdehnung und Struktur des Antarktischen Eisschildes in einer Warmzeit – vergleichbar mit dem heutigen Zustand
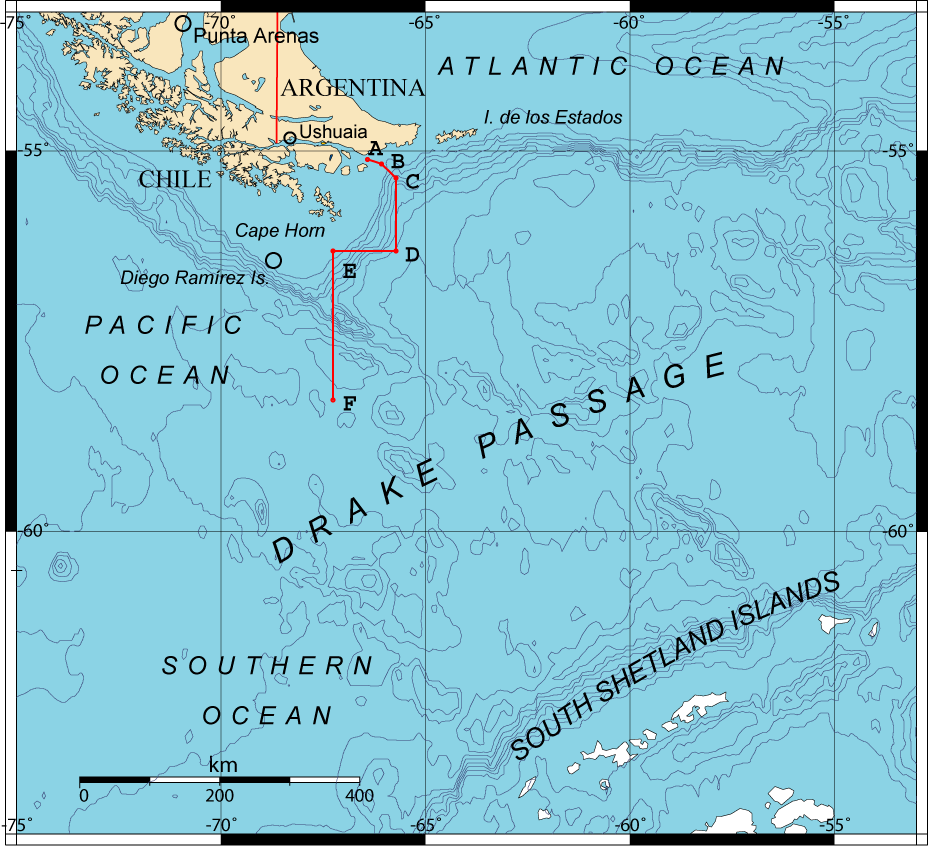
Lage der Drakestraße

Der Antarktische Eisschild bedeckt Antarktika fast vollständig. Seine Entstehung begann im mittleren Eozän vor etwa 45 mya. Die Hauptphase erstreckte sich zwischen dem ausgehenden Eozän und dem beginnenden Oligozän um etwa 34 mya. Ursache war die Trennung Antarktikas von Südamerika mit der zunehmenden Öffnung der Drakestraße und die Ausbildung des Antarktischen Zirkumpolarstroms. Im Zuge dieser Entwicklung wurden die bis dahin den Kontinent bedeckenden Wälder einschließlich der darin lebenden Fauna verdrängt (siehe auch → Glaziale und Interglaziale). In diesem Zeitraum ereignete sich das Grande Coupure, ein bedeutendes Massenaussterben (siehe auch → Grande Coupure). Im Pliozän erreichte der Antarktische Eisschild seine heutige Ausdehnung von 14 Millionen Quadratkilometern.

## Subglaziale Strukturen
Neben den bereits erwähnten ganz oder teilweise unter dem Antarktischen Eisschild verborgenen geologischen Einheiten wurden weitere subglaziale Strukturen detektiert. Deren Erforschung wurde/wird mit vielfältigen Fernerkundungsmethoden durchgeführt.

### Gebirge

#### Subglaziales Antarktisches Gebirge

Lage vom Mac-Robertson-Land
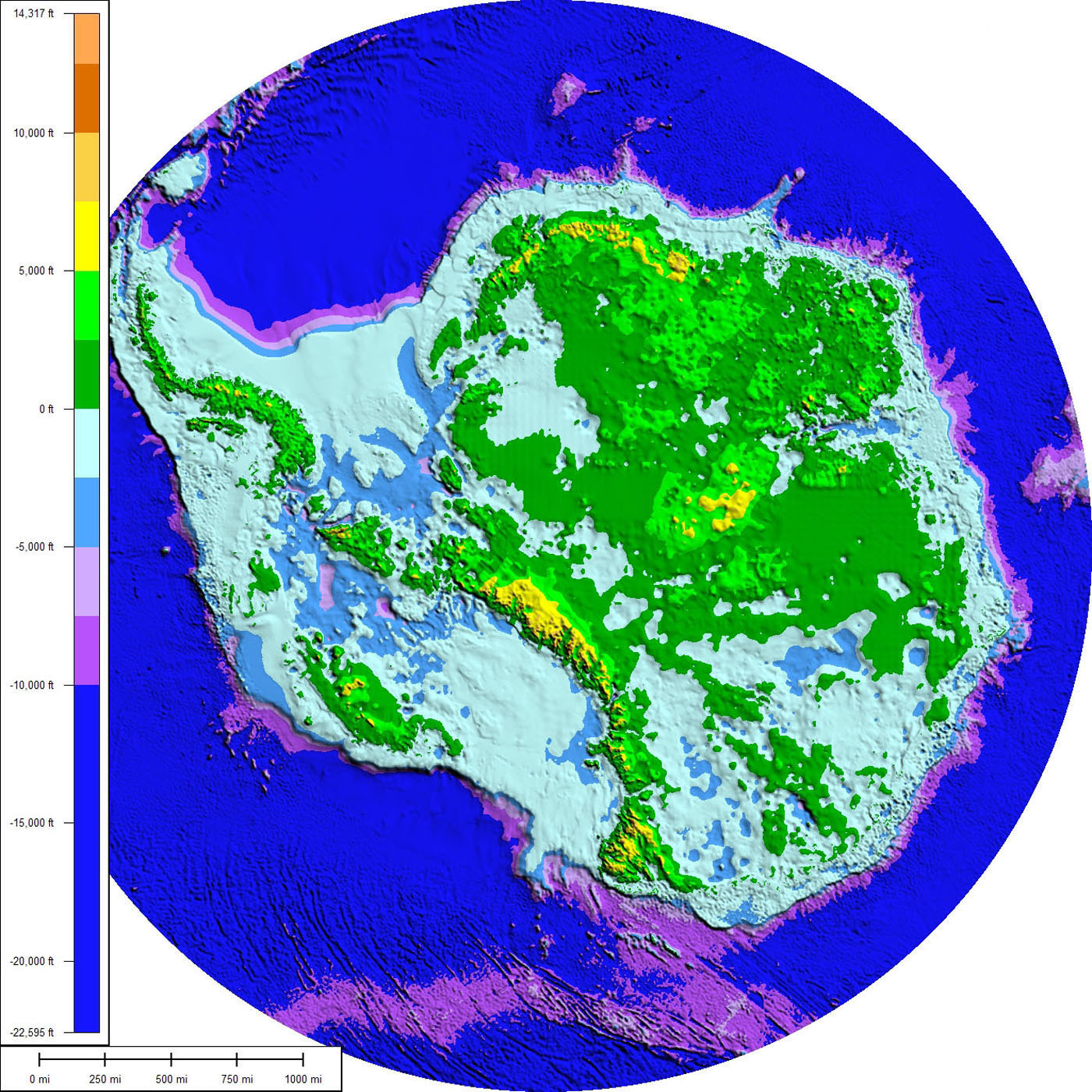
Subglaziale Topografie und Bathymetrie Antarktikas

Das Subglaziale Antarktische Gebirge ein bedeutender Gebirgskomplex im zentralen Bereich Ostantarktikas. Es besteht im Wesentlichen aus dem Gamburzew-Gebirge und dem Wostok-Subglazialhochland und kann dem Crohn-Kraton zugeordnet werden. Das erstere liegt etwa südwestlich des Lambert-Grabens und schließt an die Südlichen Prince Charles Mountains im Mac-Robertson-Land an. an. Das letztere wird als die südöstliche Erweiterung des Gamburzew-Gebirges angesehen. Das Gamburzew-Gebirge bildet einen rund 300.000 Quadratkilometer umfassenden Gebirgskomplex von etwa 1200 km Länge und bis zu 3000 m Höhe. Es bestehen mindestens zwei lithosphärische Erdkrustesblöcke: eine dünnere meso‐ oder neoproterozoischen und eine dickere vermutlich archaischen bis paläoproterozoischen Alters. Innerhalb der dickeren Lithosphäre tritt eine Zone auf, die als Geosutur zwischen zwei möglicherweise gleichalten Blöcken interpretiert wird. Es wird davon ausgegangen, dass diese eine Verlängerung des australischen Pinjarra-Orogens darstellt. Sie stellt die Kollisionszone zwischen dem Crohn-Kraton und dem Mawson-Kraton dar.

#### Weitere ostantarktische subglaziale Gebirgskomplexe
Weitere ostantarktische subglaziale Gebirgskomplexe sind u. a. die Polargap Subglacial Highlands und Recovery Subglacial Highlands (siehe → Pensacola-Pole Basin).

### Becken

#### Pensacola‐Pole Basin

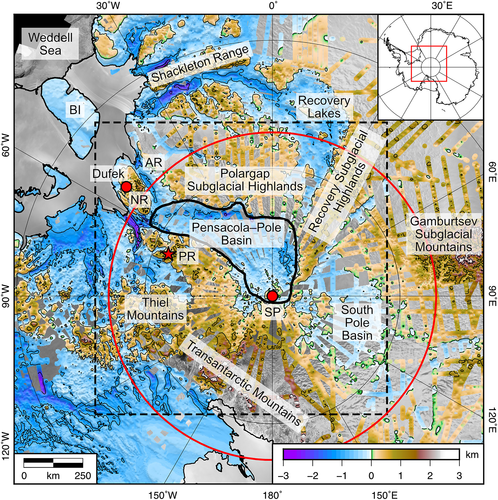
Karte vom Pensacola-Pole Basin

Das südliche Ende des Pensacola‐Pole Basin schließt fast unmittelbar an den Südpol an und erstreckt sich nordwestlicher Richtung, wo es in das Weddellmeer mündet. Umgeben ist es westlich und östlich von mehreren Gebirgszügen. Bis auf wenige Nunataks ist das Pensacola‐Pole Basin völlig vom Antarktischen Eisschild überdeckt. Daten der Apatit-Spaltspurdatierung wurden so interpretiert, dass das Grundgebirge entlang des Kontinentalrandes von Viktorialand bis Coatsland durch Sedimentfolgen seit dem mittleren Paläozoikum zwei Phasen abgesenkt wurde. Die erste wurde durch die Ablagerung von Schichten der Beacon Supergroup, die zweite durch mehrere tektonische Ereignisse hervorgerufen. Das Beckenabmessung beträgt ca. 700 mal 250 km mit einer Fläche von ca. 150.000 Quadratkilometern. Die heutigen Grundgesteinshöhen innerhalb des Beckens reichen von – 2160 bis + 310 m (relativ zum heutigen Meeresspiegel) mit einer durchschnittlichen Höhe von – 490 m. Die durchschnittliche Eisdicke im Becken beträgt 2,84 km, und die Eisdicke übersteigt im Landesinneren des Beckens 3 km. Unter dem Becken lagert eine 2 bis 4 km mächtige Sedimentfolge, die der Beacon Supergroup zugeordnet wird.

#### Weitere ostantarktische subglaziale Becken
Weitere ostantarktische subglaziale Becken sind u. a. das Polar-Subglazialbecken (Polar Subglacial Basin), Aurora-Subglazialbecken (Aurora Subglacial Basin), das Wilkes-Subglazialbecken (Wilkes Subglacial Basin), das Schmidt-Subglazialbecken (Shmidt Subglacial Basin), das Vincennes Subglacial Basin, das Knox Subglacial Basin und das Sabrina Subglacial Basin.

### Inlandseen
Unter dem Antarktischen Eisschild wurde eine Vielzahl von subglazialen Seen sowie ein subglaziales aquatisches System ermittelt. Dieses stellt auch Verbindungen zwischen einzelnen Seen her.

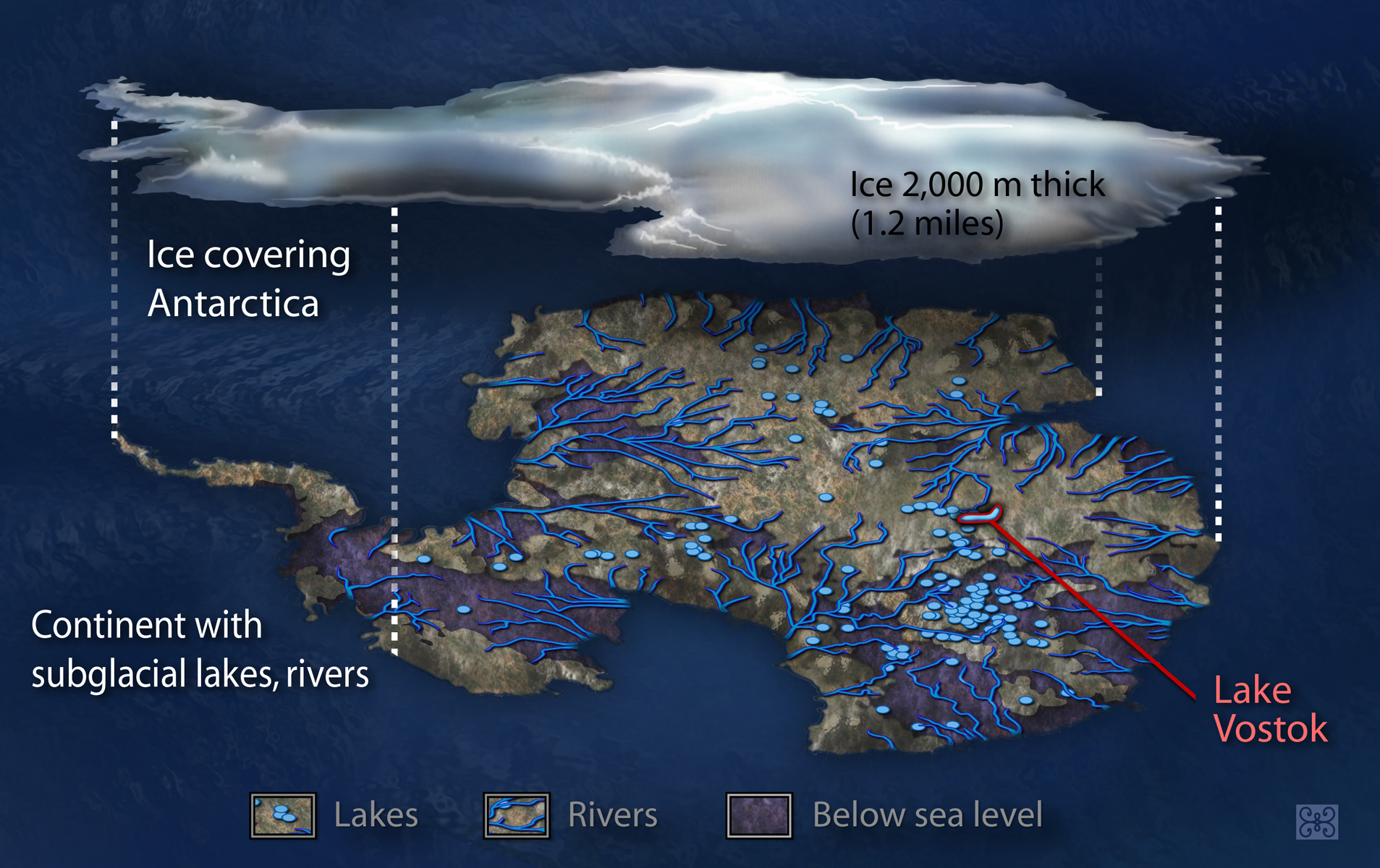
Illustration des subglazialen aquatischen Systems

Wostoksee

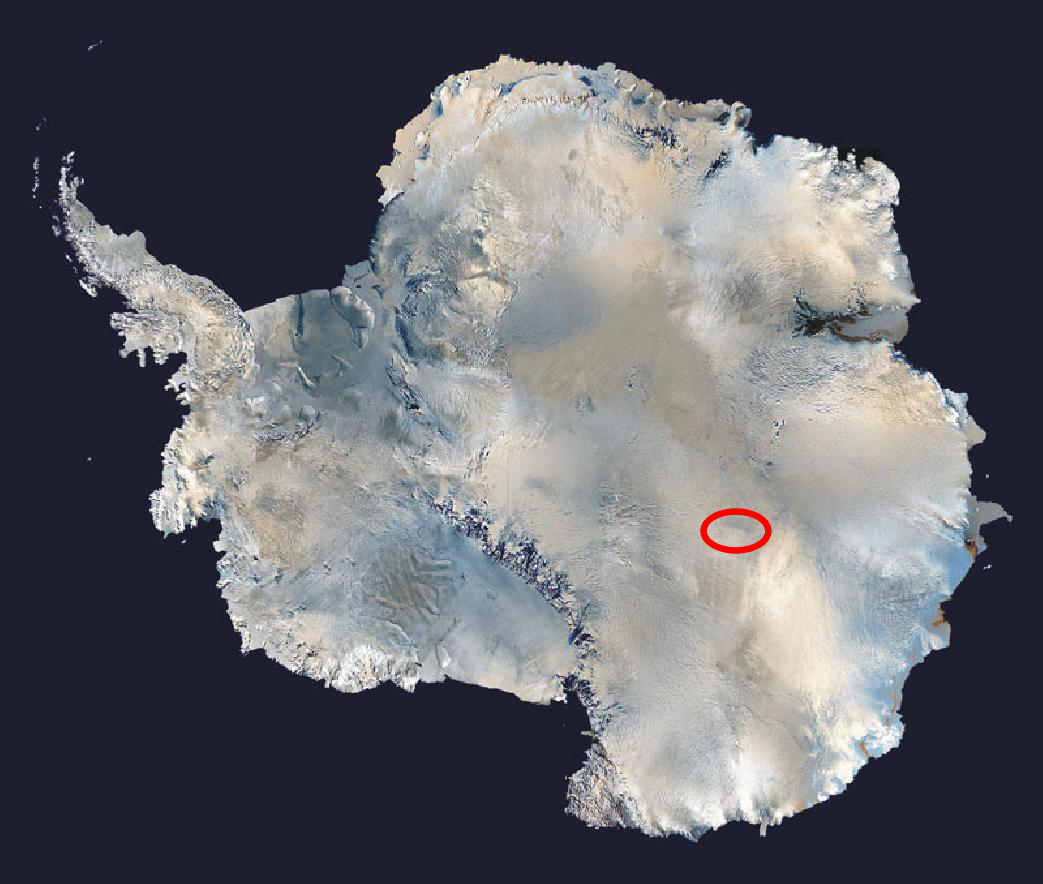
Lage vom subglacialen Wostoksee
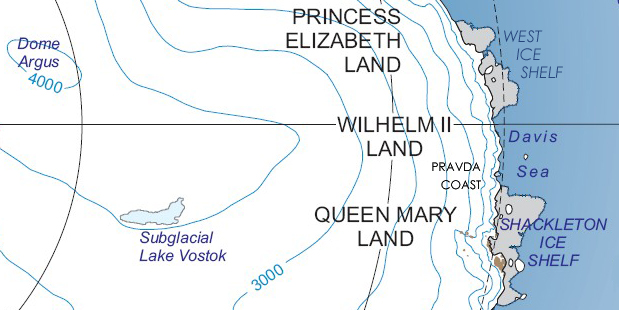
Kartenausschnitt mit dem Wostoksee
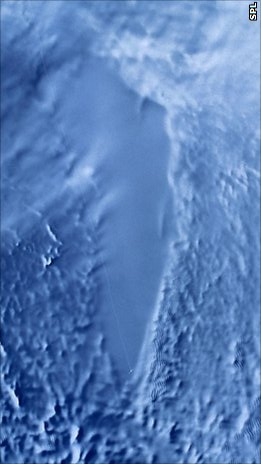
Satelliten-Radaraufnahme vom Wostoksee
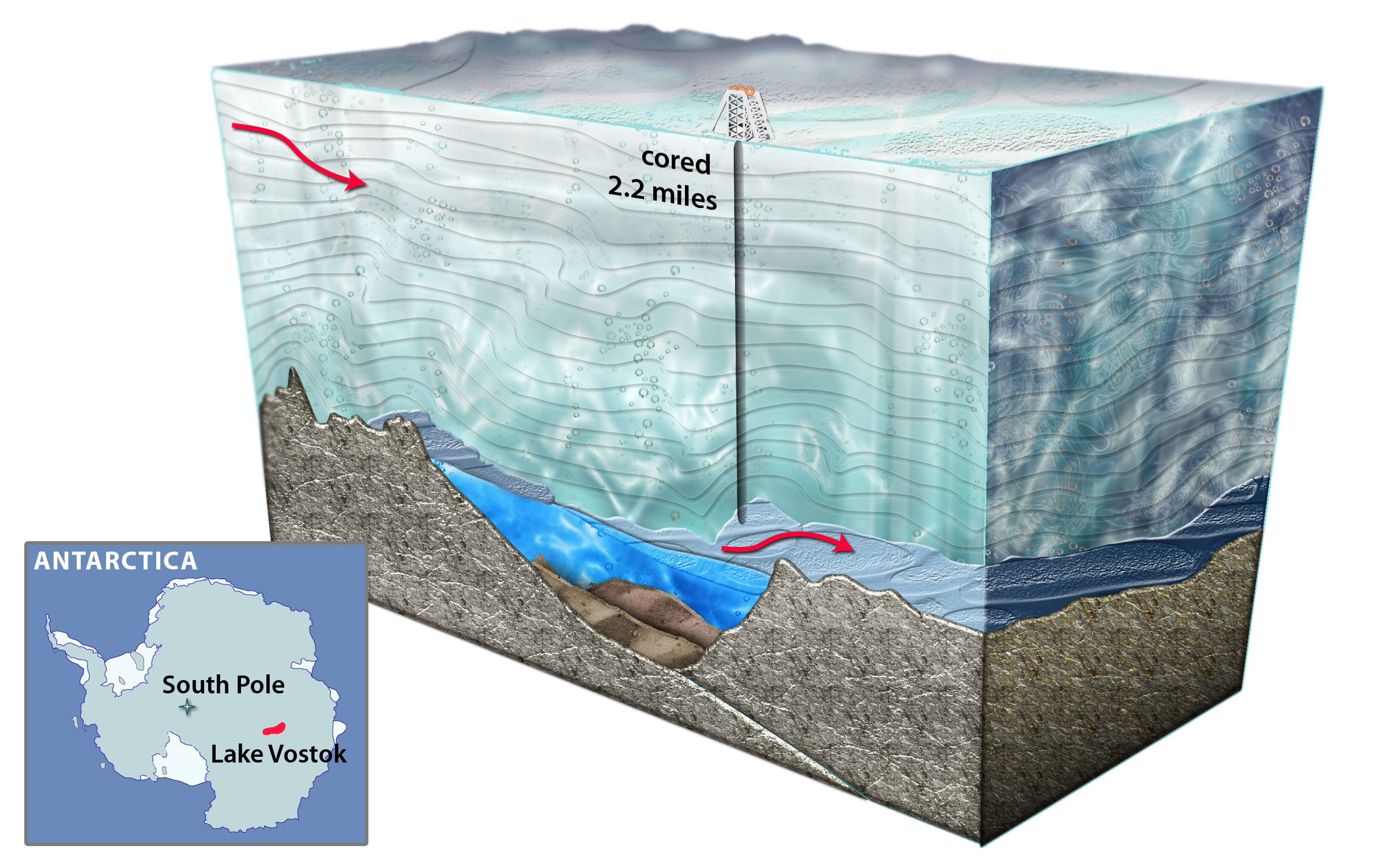
Illustration einer Eiskernbohrung über den Wostoksee

Der süßwasserhaltige Wostoksee ist der größte von mehr als 370 bisher bekannten subglazialen Seen unter dem antarktischen Eisschild. Er liegt nahe dem südlichen Kältepol nahe der russischen Wostok-Station 3700 bis 4100 m unter dem Eis und erstreckt sich fast 250 km nach Norden mit einer Breite von 50 km und einer Tiefe bis zu 1200 m. Mit einer Fläche von ca. 12.500 Quadratkilometer ist er sechzehntgrößte See überhaupt. Die Oberfläche des Sees weist einen Gezeitenhub von etwa 12 mm auf. Obwohl sich der See in völliger Dunkelheit befindet und einem Druck von 355 bar ausgesetzt ist, wurden in Eisproben aus mehr als 3500 m Tiefe Erbgut-Vorkommen von unterschiedlichen Organismen gefunden, zu denen auch Bakterien und Pilze gehörten.
Die geologische Evolution steht im Zusammenhang mit der Zerfall Gondwanas und der beginnenden Trennung Ostantarktika von Afrika um 165 mya, gefolgt von der Separierung Groß-Indiens und Australiens. Dabei bildete sich das Wostokseebecken innerhalb einer mehrere hundert km breiten kontinentalen Kollisionszone zwischen dem Gamburtsev-Gebirge und der Dome-Charlie-Region. Der See ist durch einen Gebirgskamm in zwei tiefe Becken unterteilt. Die Tiefe des flüssigen Wassers über dem Kamm beträgt etwa 200 m, etwa 400 m im nördlichen und etwa 800 m im südlichen Becken.

## Bodenschätze
Ostantarktika enthält unterschiedliche Bodenschätze. Eine Mineralressource ist Kohle. Sie wurde im Transantarktischen Gebirge und in den Prince Charles Mountains gefunden, meist jedoch von minderwertiger Qualität. Bedeutendere Vorkommen sind Eisenerze in den Prince Charles Mountains. Die wertvollsten Bodenschätze stellen die Erdöl- und Erdgasfelder im Rossmeer dar. Das Umweltschutzprotokoll zum Antarktis-Vertrag von 1991 verbietet die Prospektion, Erschließung oder Gewinnung von Bodenschätzen bis 2041 (siehe auch → Bodenschätze).